# الجدول الزمني للعمليات العسكرية لحكومة الولايات المتحدة
يوضح هذا الجدول الزمني للعمليات العسكرية لحكومة الولايات المتحدة، والذي يستند جزئيًا إلى تقارير من خدمة أبحاث الكونغرس، السنوات والأماكن التي شاركت فيها الوحدات العسكرية الأمريكية في نزاعات مسلحة أو احتلال أراضٍ أجنبية.العناصر المكتوبة بالخط العريض هي حروب غالبًا ما يعتبرها المؤرخون وعامة الناس صراعات كبيرة.
لاحظ أن الحالات التي قدمت فيها الحكومة الأمريكية المساعدة وحدها، دون تدخل عسكري، مستبعدة، وكذلك عمليات وكالة المخابرات المركزية.في نزاعات وقت السلم المحلية مثل أعمال الشغب وقضايا العمل، يتم فقط وصف العمليات التي يقوم بها أفراد الخدمة الفعلية (المعروفين باسم «القوات الفيدرالية» أو «الجيش الأمريكي») في هذه المقالة؛ لم يتم تضمين قوات دفاع الدولة والحرس الوطني، حيث لم يتم دمجهم بالكامل في القوات المسلحة الأمريكية حتى لو تم دمجهم فيدراليًا للخدمة داخل الولايات المتحدة

## عمليات الانتشار المحلية وخارج الحدود الإقليمية
أجزاء من هذه القائمة مأخوذة من تقرير خدمة أبحاث الكونغرس RL30172.

### 1775 - 1799
1775-1783:الحرب الثورية الأمريكية: صراع مسلح من أجل الانفصال عن الإمبراطورية البريطانية من قبل المستعمرات الثلاثة عشر التي أصبحت فيما بعد الولايات المتحدة.
1776-1777: حرب شيروكي 1776: سلسلة من النزاعات المسلحة عندما حارب الشيروكي لمنع زحف المستوطنين الأمريكيين إلى شرق تينيسي وشرق كنتاكي.تحت الحكم البريطاني، تم الحفاظ على هذه الأرض كأرض أصلية.
1776-1794:حروب الشيروكي الأمريكية: استمرار لحرب الشيروكي الثانية التي شملت عددًا أكبر من القبائل الأصلية التي حاولت وقف توسع المستوطنين في كنتاكي وتينيسي
1785-1795:حرب شمال غرب الهند: سلسلة من المعارك مع مختلف القبائل الأصلية في ولاية أوهايو الحالية.كان الهدف من الحملة هو تأكيد السيادة الأمريكية على المنطقة وخلق المزيد من فرص الاستيطان.
1786-1787:تمرد شايز: تمرد مدين غربي ماساتشوستس على أزمة الائتمان التي دمرت ماليًا العديد من المزارعين.كانت الحكومة الفيدرالية غير قادرة مالياً على تشكيل جيش لمساعدة ميليشيا الدولة في محاربة الانتفاضة؛ عزز ضعف الحكومة الوطنية الحجج المؤيدة لاستبدال مواد الاتحاد بإطار حكومي محدث.
1791–1794:تمرد الويسكي: سلسلة من الاحتجاجات ضد فرض ضريبة فيدرالية على تقطير الأرواح كمصدر دخل لسداد سندات الحرب للدولة.تركزت الثورة في جنوب غرب ولاية بنسلفانيا، على الرغم من وقوع أعمال عنف في جميع أنحاء المنطقة العابرة للأبالاش.
1798-1800:شبه حرب: حرب بحرية غير معلنة مع الجمهورية الفرنسية الأولى بسبب تخلف أمريكا عن سداد ديونها الحربية.عامل آخر ساهم في استمرار التجارة الأمريكية مع بريطانيا، التي كان حلفاؤها الفرنسيون السابقون في حالة حرب معها.تضمنت هذه المسابقة إجراءات برية، مثل تلك التي جرت في مدينة بويرتو بلاتا بجمهورية الدومينيكان، حيث استولى مشاة البحرية الأمريكية على سفينة فرنسية تحت بنادق الحصون.أجاز الكونجرس العمل العسكري من خلال سلسلة من القوانين.
1799-1800:تمرد فرايز: سلسلة من الاحتجاجات ضد إصدار ضرائب عقارية جديدة لدفع تكاليف شبه الحرب.تركزت الأعمال العدائية في مجتمعات بنسلفانيا الهولندية.

### 1800-1809
1801-1805:الحرب البربرية الأولى: سلسلة من المعارك البحرية في البحر الأبيض المتوسط ضد مملكة طرابلس، وهي دولة شبه مستقلة من الإمبراطورية العثمانية.كان الإجراء ردًا على الاستيلاء على العديد من السفن الأمريكية من قبل القراصنة البربريين المشهورين.رفضت الحكومة الفيدرالية طلب طرابلس بتكريم سنوي لضمان المرور الآمن، وتبع ذلك حصار بحري أمريكي.بعد الاستيلاء على يو إس إس فيلادلفيا، غزت القوات الأمريكية بقيادة ويليام إيتون المدن الساحلية.أسفرت معاهدة سلام عن دفع فدية لعودة الجنود الأمريكيين الأسرى وخففت مؤقتًا الأعمال العدائية.
1806: العمل في المكسيك الإسبانية: غزت الفصيلة تحت قيادة النقيب زيبولون بايك الأراضي الإسبانية عند منابع نهر ريو غراندي بناءً على أوامر من الجنرال جيمس ويلكنسون.وسُجن دون مقاومة في حصن شيده في كولورادو الحالية، ونقل إلى المكسيك، ثم أطلق سراحه بعد مصادرة أوراقه.[RL30172]
1806-1810: عمل في خليج المكسيك: تم تشغيل زوارق حربية أمريكية من نيو أورلينز ضد القراصنة الإسبان والفرنسيين قبالة دلتا المسيسيبي، بقيادة النقيب جون شو والقائد الرئيسي ديفيد بورتر.

### ١٨١٠-١٨١٩
1810: غرب فلوريدا (الأراضي الإسبانية): احتل الحاكم ويليام سي سي كليبورن من لويزيانا، بناءً على أوامر من الرئيس جيمس ماديسون، الأراضي المتنازع عليها شرق نهر المسيسيبي حتى نهر اللؤلؤ، فيما بعد الحدود الشرقية للويزيانا.سمح له بالاستيلاء على الشرق الأقصى حتى نهر بيرديدو.[RL30172]
1812:جزيرة أميليا وأجزاء أخرى من شرق فلوريدا، ثم تحت إسبانيا: تم الحيازة المؤقتة بتفويض من الرئيس جيمس ماديسون والكونغرس، لمنع الاحتلال من قبل أي قوة أخرى؛ ولكن تم الحصول على الحيازة من قبل الجنرال جورج ماثيوز بطريقة غير نظامية لدرجة أن الرئيس قد تبرأ من تدابيره.[RL30172]
1812-1815:حرب 1812: في 18 يونيو 1812، أعلنت الولايات المتحدة الحرب على المملكة المتحدة.من بين القضايا التي أدت إلى الحرب الانطباع البريطاني عن البحارة الأمريكيين في البحرية الملكية، واعتراض السفن المحايدة وحصار الولايات المتحدة خلال الأعمال العدائية البريطانية مع فرنسا، ودعم الهجمات الهندية على المستوطنين الأمريكيين في الإقليم الشمالي الغربي.[RL30172] انتهت الحرب بمعركة نيو أورلينز عام 1815.
1813: غرب فلوريدا (الأراضي الإسبانية): بناء على سلطة منحها الكونجرس، استولى الجنرال ويلكنسون على خليج موبايل في أبريل مع 600 جندي.تراجعت حامية إسبانية صغيرة.وهكذا تقدمت القوات الأمريكية إلى الأراضي المتنازع عليها إلى نهر بيرديدو، كما كان متوقعًا في عام 1810.لا قتال.[RL30172]
1813-1814: جزر الماركيز (بولينيزيا الفرنسية): الجيش الأمريكي قوات ببناء حصن في جزيرة نوكو هيفا لحماية ثلاث جوائز السفن التي تم الاستيلاء عليها من قبل البريطانيين.[RL30172]
1814: فلوريدا الإسبانية: استولى الجنرال أندرو جاكسون على بينساكولا وطرد القوات البريطانية.[RL30172]
1814-1825: منطقة البحر الكاريبي: حدثت اشتباكات بين القراصنة وسفن أو أسراب البحرية الأمريكية بشكل متكرر خاصة على البر والبحر حول كوبا وبورتوريكو وسانتو دومينغو ويوكاتان.تم الإبلاغ عن ثلاثة آلاف هجوم للقراصنة على التجار بين عامي 1815 و 1823.في عام 1822، استخدم الكومودور جيمس بيدل سربًا من فرقاطتين، وأربع سفن حربية، ومركبتين، وأربعة مراكب شراعية، وزورقين حربيين في جزر الهند الغربية.[RL30172]
1815 الجزائر: أعلنت الحرب البربرية الثانية ضد الولايات المتحدة من قبل داي الجزائر من الدول البربرية، وهو عمل لم يرد بالمثل من قبل الولايات المتحدة.أجاز الكونجرس القيام ببعثة عسكرية بموجب القانون.هاجم أسطول كبير بقيادة النقيب ستيفن ديكاتور الجزائر وحصل على تعويضات.[RL30172]
1815: طرابلس: بعد الحصول على اتفاق من الجزائر،تظاهر النقيب ستيفن ديكاتور مع سربه في تونس وطرابلس، حيث حصل على تعويضات عن الجرائم خلال حرب 1812.[RL30172]
1816: فلوريدا الإسبانية: دمرت القوات الأمريكية حصن نيغرو، الذي كان يؤوي العبيد الهاربين وهم يشنون غارات على أراضي الولايات المتحدة.[RL30172]
1816-1818: فلوريدا الإسبانية - حرب سيمينول الأولى: تعرض هنود السيمينول، الذين كانت منطقتهم ملاذًا للعبيد الهاربين ووحشي الحدود، لهجوم من قبل القوات بقيادة الجنرال جاكسون والجنرال إدموند ب.تعرضت المواقع الإسبانية للهجوم والاحتلال، وتم إعدام مواطنين بريطانيين.في عام 1819 تم التنازل عن فلوريدا للولايات المتحدة.[RL30172]
1817:جزيرة أميليا (الأراضي الإسبانية قبالة فلوريدا): بأوامر من الرئيس جيمس مونرو، هبطت قوات الولايات المتحدة وطردت مجموعة من المهربين والمغامرين والفتاة.أصبحت هذه الحلقة في تاريخ فلوريدا معروفة باسم قضية جزيرة أميليا.[RL30172]
1818:أوريغون: یواس‌اس انتاریو، المرسلة من واشنطن، عند مصب نهر كولومبيا لتأكيد مطالبات الولايات المتحدة.كانت بريطانيا قد تنازلت عن سيادتها لكن روسيا وإسبانيا أكدا مطالبتهما بالمنطقة.[RL30172] وفي وقت لاحق، الأمريكية والبريطانية المطالبات إلى ولاية أوريغون بلد تم حل مع معاهدة أوريغون في 1846.[RL30172]

### 1820 - 1829
1820-1823: إفريقيا: داهمت الوحدات البحرية تجارة الرقيق وفقًا لقانون 1819 الصادر عن الكونجرس.[RL30172]
1822: كوبا الإسبانية: هبطت القوات البحرية الأمريكية التي تكبح القرصنة على الساحل الشمالي الغربي لكوبا وأحرقت محطة للقرصنة.[RL30172]
1823: كوبا: حدثت عمليات إنزال قصيرة لملاحقة القراصنة في 8 أبريل بالقرب من إسكونديدو.16 أبريل بالقرب من كايو بلانكو؛ 11 يوليو في خليج سيكوابا؛ 21 يوليو في كيب كروز؛ و 23 أكتوبر في ;كامريوكا.[RL30172]
1823:حرب أريكارا.
1824: كوبا: في أكتوبر یواس‌اس بوبویز بحارة بالقرب من ماتانزاس بحثًا عن القراصنة.كان هذا خلال الرحلة البحرية المصرح بها في عام 1822.[RL30172]
1824:بورتوريكو (الأراضي الإسبانية): هاجم العميد البحري ديفيد بورتر مع فريق الإنزال بلدة فاجاردو التي آوت القراصنة وأهان ضباط البحرية.هبط مع 200 رجل في نوفمبر واضطر للاعتذار.تم في وقت لاحق محاكمة العميد البحري بورتر العسكرية لتجاوزه سلطاته.[RL30172]
1825: كوبا: في مارس / آذار، نزلت القوات الأمريكية والبريطانية المتعاونة في ساغوا لا غراند للقبض على القراصنة.[RL30172]
1827:اليونان: في أكتوبر ونوفمبر، قامت فرق الإنزال بمطاردة القراصنة في جزر البحر الأبيض المتوسط الأرجنتينية (كيمولوس) وميكونوس وأندروس.[RL30172]

### 1830-1839
1831:جزر فوكلاند: النقيب سيلاس دنكان من یواس‌اس لکسینكتون ونهبت وأحرقت بويرتو سوليداد (التي كانت تحت سيطرة المقاطعات المتحدة في ريو دي لا بلاتا).جاء ذلك ردًا على أسر ثلاث سفن شراعية أمريكية تم احتجازها بعد تجاهل أوامر بوقف نهب موارد الصيد المحلية دون إذن من حكومة المقاطعات المتحدة.[RL30172]
1832:أول رحلة استكشافية في سومطرة: سومطرة،إندونيسيا - من 6 إلى 9 فبراير، القوات الأمريكية تحت قيادة العميد البحري جون داونز على متن الفرقاطة یواس‌اس بوتوماک واقتحمت حصنًا لمعاقبة أهالي بلدة قوالا باتو لنهبها سفينة الشحن الأمريكية الصداقة.[RL30172]
1833:الأرجنتين: من 31 أكتوبر إلى 15 نوفمبر، تم إرسال قوة إلى الشاطئ في بوينس آيرس لحماية مصالح الولايات المتحدة ودول أخرى أثناء التمرد.[RL30172]
1835-1836:بيرو: من 10 ديسمبر 1835 إلى 24 يناير 1836 ومن 31 أغسطس إلى 7 ديسمبر 1836، قام المارينز بحماية المصالح الأمريكية في كالاو وليما أثناء محاولة الثورة.[RL30172]
1835-1842: إقليم فلوريدا: تدعم البحرية الأمريكية جهود الجيش في قمع الانتفاضات والهجمات على المدنيين من قبل الهنود السيمينول.أعاقت 7 سنوات من الحرب جهود الحكومة لنقل السيمينول إلى غرب المسيسيبي.
1838: قضية كارولين في جزيرة البحرية،كندا العليا: بعد فشل تمرد كندا العليا عام 1837 لصالح الديمقراطية الكندية والاستقلال عن الإمبراطورية البريطانية؛ فر ويليام ليون ماكنزي ومتمردوه إلى جزيرة البحرية حيث أعلنوا جمهورية كندا.أرسل المتعاطفون الأمريكيون الإمدادات على اس‌اس کارولینا، التي اعترضها البريطانيون وأضرمت النيران بعد مقتل أمريكي.ووردت أنباء كاذبة عن مقتل عشرات الأمريكيين أثناء احتجازهم على متن السفينة، وردت القوات الأمريكية بإحراق سفينة بخارية بريطانية أثناء تواجدها في المياه الأمريكية.
1838-1839:بعثة سومطرة الثانية: سومطرة،إندونيسيا - من 24 ديسمبر إلى 4 يناير، هبطت قوة بحرية لمعاقبة سكان مدينتي كوالا باتو وموكي (موكي) على نهب السفن الأمريكية.[RL30172]

### 1840-1849
1840:جزر فيجي: في يوليو، هبطت القوات البحرية لمعاقبة السكان الأصليين لمهاجمة البعثة الاستكشافية الأمريكية.[RL30172]
1841: جزيرة ماكين (جزيرة دروموند / تابوتينيا)،جزر جيلبرت (مجموعة Kingsmill)، المحيط الهادئ: هبطت مجموعة بحرية للانتقام لمقتل بحار من قبل السكان الأصليين.[RL30172]
1841:ساموا: في 24 فبراير، هبط فريق بحري وأحرق البلدات بعد مقتل بحار أمريكي في أوبولو.[RL30172]
1842:المكسيك: احتل العميد البحري توماس أب كاتيسبي جونز، قائد سرب طاف قبالة كاليفورنيا،مونتيري،كاليفورنيا، في 19 أكتوبر، معتقدًا أن الحرب قد جاءت.اكتشف السلام وانسحب وألقى التحية.وقع حادث مماثل بعد أسبوع في سان دييغو.[RL30172]
1843: الصين: تم إنزال البحارة ومشاة البحرية من يو إس إس سانت لويس بعد اشتباك بين الأمريكيين والصينيين في المحطة التجارية في كانتون.[RL30172]
1843: إفريقيا: من 29 نوفمبر إلى 16 ديسمبر، تظاهرت أربع سفن أمريكية وهبطت أطرافًا مختلفة (واحدة من 200 من مشاة البحرية والبحارة) لتثبيط القرصنة وتجارة الرقيق على طول ساحل العاج، ولمعاقبة الهجمات التي يشنها السكان الأصليون على البحارة الأمريكيين.والشحن.[RL30172]
1844: المكسيك: نشر الرئيس جون تايلر القوات الأمريكية لحماية تكساس ضد المكسيك، بانتظار موافقة مجلس الشيوخ على معاهدة الضم (التي تم رفضها لاحقًا).ودافع عن عمله ضد قرار مجلس الشيوخ بالتحقيق.[RL30172]
1846-1848:الحرب المكسيكية الأمريكية: في 13 مايو 1846، اعترفت الولايات المتحدة بوجود حالة حرب مع المكسيك.بعد ضم تكساس عام 1845، فشلت الولايات المتحدة والمكسيك في حل نزاع حدودي، وقال الرئيس بولك إنه كان من الضروري نشر قوات في المكسيك لمواجهة خطر الغزو.
انتهت الحرب بمعاهدة غوادالوبي هيدالغو الموقعة في 2 فبراير 1848.منحت المعاهدة الولايات المتحدة سيطرة بلا منازع على تكساس، وأنشأت الحدود الأمريكية المكسيكية لريو غراندي، وتنازلت للولايات المتحدة عن الولايات الحالية كاليفورنيا، ونيفادا، ويوتا، وأريزونا، ونيو مكسيكو، ووايومنغ، وأجزاء من كولورادو..وفي المقابل، تلقت المكسيك 18٬250٬000 دولار أمريكي (545٬885٬577$ في 2025)  - أقل من نصف المبلغ الذي حاولت الولايات المتحدة تقديمه للمكسيك مقابل الأرض قبل بدء الأعمال العدائية.[RL30172]
1849:سميرنا (إزمير، تركيا): في يوليو، أطلقت قوة بحرية سراح أمريكي احتجزه مسؤولون نمساويون.[RL30172]

### 1850-1859
1851:الإمبراطورية العثمانية: بعد مذبحة للأجانب (بمن فيهم الأمريكيون) في يافا في يناير، أمر سرب البحر الأبيض المتوسط بمظاهرة على طول الساحل التركي (المشرق).[RL30172]
1851: جزيرة جوهانا (أنجوان الحديثة، شرق إفريقيا): في أغسطس، فرضت قوات من السفينة الشراعية الحربية يو إس إس ديل تعويضًا عن السجن غير القانوني لقبطان سفينة صيد الحيتان الأمريكية.[RL30172]
1852-1853: الأرجنتين: من 3 إلى 12 فبراير 1852؛17 سبتمبر 1852 إلى أبريل 1853: تم إنزال مشاة البحرية والاحتفاظ بهم في بوينس آيرس لحماية المصالح الأمريكية أثناء الثورة.[RL30172]
1853:نيكاراغوا: من 11 إلى 13 مارس، هبطت القوات الأمريكية لحماية أرواح ومصالح الأمريكيين أثناء الاضطرابات السياسية.[RL30172]
1853-1854:اليابان: قدم العميد البحري ماثيو بيري ورحلته عرضًا للقوة أدى إلى «فتح اليابان».[RL30172]
1853-1854:جزر ريوكيو وبونين (اليابان): العميد البحري ماثيو بيري في ثلاث زيارات قبل ذهابه إلى اليابان وأثناء انتظار الرد من اليابان، قام بمظاهرة بحرية، وهبط مشاة البحرية مرتين، وحصل على امتياز للفحم من حاكم ناها يوم أوكيناوا.كما تظاهر في جزر بونين بهدف تأمين مرافق للتجارة.[RL30172]
1854:الصين: من 4 أبريل إلى 17 يونيو، أنزلت السفن الأمريكية والبريطانية قوات لحماية المصالح الأمريكية في شنغهاي وبالقرب منها خلال الحرب الأهلية الصينية.[RL30172]
1854: ساحل البعوض (نيكاراغوا): في 9-15 يوليو، قصفت القوات البحرية وأحرقت سان خوان ديل نورتي (غريتاون) للانتقام لمصاب خلال أعمال شغب للوزير الأمريكي في نيكاراغوا.
1855: الصين: في الفترة من 19 إلى 21 مايو، قامت القوات الأمريكية بحماية المصالح الأمريكية في شنغهاي، وفي الفترة من 3 إلى 5 أغسطس، حاربت القراصنة بالقرب من هونج كونج.[RL30172]
1855:جزر فيجي: من 12 سبتمبر إلى 4 نوفمبر، هبطت قوة بحرية لطلب تعويضات عن الهجمات على السكان والبحارة الأمريكيين.[RL30172]
1855:أوروغواي: في 25-29 نوفمبر، هبطت القوات البحرية الأمريكية والأوروبية لحماية المصالح الأمريكية خلال محاولة الثورة في مونتيفيديو.[RL30172]
1856:ولاية بنما، جمهورية غرناطة الجديدة: في 19-22 سبتمبر، هبطت القوات الأمريكية لحماية المصالح الأمريكية أثناء التمرد.[RL30172]
1856: الصين: من 22 أكتوبر إلى 6 ديسمبر، هبطت القوات الأمريكية لحماية المصالح الأمريكية في كانتون أثناء الأعمال العدائية بين البريطانيين والصينيين، وللانتقام من هجوم على قارب غير مسلح يرفع علم الولايات المتحدة.[RL30172]
1857-1858:حرب يوتا: كانت حرب يوتا نزاعًا بين المستوطنين المورمون في إقليم يوتا والحكومة الفيدرالية للولايات المتحدة.سعى كل من المورمون وواشنطن للسيطرة على حكومة الإقليم، مع انتصار الحكومة الوطنية.تضمنت المواجهة بين ميليشيا المورمون والجيش الأمريكي بعض التدمير للممتلكات، لكن لم تكن هناك معارك فعلية بين القوات العسكرية المتصارعة.
1857: نيكاراغوا: من أبريل إلى مايو ومن نوفمبر إلى ديسمبر.في مايو، تلقى القائد تشارلز هنري ديفيس من البحرية الأمريكية، مع بعض مشاة البحرية، استسلام ويليام ووكر، الذي نصب نفسه رئيسًا لنيكاراغوا، والذي كان يفقد السيطرة على البلاد لقوات تمولها شريكه التجاري السابق،كورنيليوس فاندربيلت، وقام بحماية رجاله من انتقام الحلفاء الأصليين الذين كانوا يقاتلون ووكر.في نوفمبر وديسمبر من نفس العام سفن الولايات المتحدة یواس‌اس وابش، یواس‌اس وابش وفولتون محاولة أخرى من وليام والكر في نيكاراغوا.إن قيام العميد البحري حيرام بولدينج بإنزال مشاة البحرية وإجباره على إبعاد ووكر إلى الولايات المتحدة، قد تنصل منه ضمنياً وزير الخارجية لويس كاس، وأجبر بولدينج على التقاعد.[RL30172]
1858: أوروغواي: من 2 إلى 27 يناير، هبطت قوات من سفينتين حربيتين أمريكيتين لحماية الممتلكات الأمريكية خلال ثورة في مونتيفيديو.[RL30172]
1858:جزر فيجي: من 6 إلى 16 أكتوبر، رحلة بحرية مع یواس‌اس وندالیا 14 من السكان الأصليين وأحرق 115 كوخًا انتقاما لمقتل مواطنين أمريكيين في جزيرة وايا.[RL30172] [Vandalia 1] [Vandalia 2]
1858-1859: الإمبراطورية العثمانية: طلب وزير الخارجية لويس كاس عرض القوة البحرية على طول بلاد الشام بعد مذبحة للأمريكيين في يافا وسوء المعاملة في أماكن أخرى «لتذكير السلطات (الإمبراطورية العثمانية) بقوة الولايات المتحدة.» [RL30172]
1859: باراغواي: أذن الكونجرس لسرب بحري لطلب الإنصاف لهجوم على سفينة بحرية في نهر بارانا خلال عام 1855.تم الاعتذار بعد عرض كبير للقوة.[RL30172]
1859: المكسيك: عبر مئتا جندي أمريكي نهر ريو غراندي لملاحقة القومي المكسيكي خوان كورتينا.[RL30172] [1859 Mexico]
1859 الصين: من 31 يوليو إلى 2 أغسطس، هبطت قوة بحرية لحماية المصالح الأمريكية في شنغهاي.[RL30172]

### ١٨٦٠-١٨٦٩
1860:أنغولا، غرب إفريقيا البرتغالية: في 1 مارس، دعا المقيمون الأمريكيون في كيسيمبو السفن الأمريكية والبريطانية لحماية الأرواح والممتلكات أثناء المشاكل مع السكان الأصليين.[RL30172]
1860: كولومبيا، خليج بنما: من 27 سبتمبر إلى 8 أكتوبر، هبطت القوات البحرية لحماية المصالح الأمريكية أثناء الثورة.[RL30172]
1861-1865:الحرب الأهلية الأمريكية: حرب كبرى بين الولايات المتحدة (الاتحاد) وإحدى عشرة ولاية جنوبية أعلنت أن لديهم الحق في الانفصال وشكلت الولايات الكونفدرالية الأمريكية.
1863: اليابان: 16 يوليو معركة مضيق شيمونوسيكي: یواس‌اس وایومینگ على إطلاق نار على السفينة الأمريكية بيمبروك في مضيق شيمونوسيكي.[RL30172]
1864: اليابان: من 14 يوليو إلى 3 أغسطس، قامت القوات البحرية بحماية وزير الولايات المتحدة في اليابان عندما زار ييدو للتفاوض بشأن بعض المطالبات الأمريكية ضد اليابان، ولتسهيل مفاوضاته من خلال إقناع اليابانيين بالقوة الأمريكية.[RL30172]
1864: اليابان: من 4 إلى 14 سبتمبر، كجزء من حملة شيمونوسيكي، أرغمت القوات البحرية للولايات المتحدة وبريطانيا العظمى وفرنسا وهولندا اليابان وأمير ناغاتو على وجه الخصوص على السماح باستخدام مضيق شيمونوسيكي.عن طريق الشحن الأجنبي وفقًا للاتفاقيات الموقعة بالفعل.[RL30172]
1865: بنما: في 9 و 10 مارس، قامت القوات الأمريكية بحماية أرواح وممتلكات السكان الأمريكيين خلال ثورة.[RL30172]
1865-1877:جنوب الولايات المتحدة - إعادة الإعمار في أعقاب الحرب الأهلية الأمريكية: ينقسم الجنوب إلى خمس مناطق احتلال تابعة للاتحاد بموجب قانون إعادة الإعمار.
1866:المكسيك: لحماية السكان الأمريكيين، حصل الجنرال سيدجويك و 100 رجل في نوفمبر على استسلام ماتاموروس،على ولاية تاماوليباس الحدودية.وبعد ثلاثة أيام أمرته حكومة الولايات المتحدة بالانسحاب.تم رفض تصرفه من قبل الرئيس أندرو جونسون.[RL30172]
1866:الصين: من 20 يونيو إلى 7 يوليو، عاقبت القوات الأمريكية هجومًا على القنصل الأمريكي في نيوشوانغ.[RL30172]
1866-1868:حرب السحابة الحمراء:حرب ضد مجموعات الأمريكيين الأصليين لاكوتا سيوكس وشيان وأراباهو للسيطرة على بلد نهر بودر وأمن مسار بوزمان في وايومنغ ومونتانا.حققت القبائل الهندية المتحالفة انتصارًا في معركة فيترمان وتمكنت من التفاوض على شروط سلام مواتية في معاهدة فورت لارامي (1868)،التي أسست محمية سيوكس الكبرى.
1867:نيكاراغوا: احتل المارينز ماناغوا وليون.
1867:فورموزا (جزيرة تايوان): في 13 يونيو، هبطت قوة بحرية وأحرقت عددًا من الأكواخ لمعاقبة قتل طاقم سفينة أمريكية محطمة.
1868:اليابان (أوساكا،هيولو،ناغازاكي، يوكوهاما،ونيغاتا): 4 إلى 8 فبراير،4 إلى 12 مايو،12 و 13 يونيو.هبطت القوات الأمريكية لحماية المصالح الأمريكية خلال الحرب الأهلية (حرب بوشين) في اليابان.[RL30172]
1868:أوروغواي: في 7-8 فبراير، و19-26،قامت القوات الأمريكية بحماية المقيمين الأجانب ومقر الجمارك أثناء تمرد في مونتيفيديو.[RL30172]
1868:كولومبيا: في أبريل، قامت القوات الأمريكية بحماية الركاب والكنوز أثناء العبور في كولون أثناء غياب الشرطة أو القوات المحلية بمناسبة وفاة الرئيس مانويل موريللو تورو.[RL30172]

### 1870-1879
1870:معركة بوكا تيكابان: في 17 و 18 يونيو، دمرت القوات الأمريكية سفينة القراصنة إلى الأمام،التي كانت قد جنحت على بعد 40 ميلاً من مصب تيكابان في المكسيك.[RL30172]
1872:كوريا: بعثة الولايات المتحدة إلى جوسونمن 10 إلى 12 يونيو، هاجمت قوة من البحرية الأمريكية واستولت على خمسة حصون لإجبار المفاوضات المتوقفة حول الاتفاقيات التجارية ومعاقبة السكان الأصليين على أعمال السلب على الأمريكيين، لا سيما لإعدام طاقم الجنرال شيرمان وإحراق المركب الشراعي (والذي حدث بدوره لأن الطاقم سرق طعامًا واختطف مسؤولًا كوريًا)،ولإطلاق النار لاحقًا على قوارب صغيرة أمريكية أخرى تقوم بإجراء عمليات الاستطلاع فوق نهر سالي.[RL30172]
1873:كولومبيا (خليج بنما): من 7 إلى 22 مايو، ومن 23 سبتمبر إلى 9 أكتوبر.قامت القوات الأمريكية بحماية المصالح الأمريكية أثناء الأعمال العدائية بين الجماعات المحلية للسيطرة على حكومة دولة بنما.[RL30172]
1873-1896:المكسيك: عبرت القوات الأمريكية الحدود المكسيكية بشكل متكرر مطاردة لصوص الماشية ولصوص آخرين.[RL30172]
1874:أعمال الشغب في محكمة هونولولو: من 12 إلى 20 فبراير، تم إنزال مفارز من السفن الأمريكية لحماية مصالح الأمريكيين الذين يعيشون في مملكة هاواي أثناء تتويج الملك كالاكوا.[RL30172]
1876:المكسيك: في 18 مايو، تم إنزال قوة أمريكية لمراقبة مدينة ماتاموروس بالمكسيك مؤقتًا بينما كانت بدون حكومة أخرى.[RL30172]
1876-1877:حرب سيوكس الكبرى في إقليم داكوتا وإقليم وايومنغ وإقليم مونتانا: نزاع مسلح مع شعوب لاكوتا سيوكس وشيان على امتلاك التلال السوداء،بعد اكتشاف الذهب هناك.على الرغم من انتصارات الأمريكيين الأصليين مثل معركة ليتل بيجورن،انتصرت الحكومة الأمريكية، وأجبرت القبائل على العودة إلى محمياتها.
1878:مقاطعة لينكولن،نيو مكسيكو:في 15-19 يوليو، خلال معركة لينكولن (جزء من حرب مقاطعة لينكولن) وصل 150 من سلاح الفرسان من فورت ستانتون، تحت قيادة الملازم جورج سميث (لاحقًا العقيد ناثان دودلي) إلى مساعدة فصيل مورفي دولان في مهاجمة مجموعة منظمي مقاطعة لينكولن.5 قتلى و 8-28 جرحى.

### 1880-1889
1882:الحملة المصرية:من 14 إلى 18 يوليو، هبطت القوات الأمريكية لحماية المصالح الأمريكية خلال الحرب بين البريطانيين والمصريين ونهب مدينة الإسكندرية من قبل العرب.[RL30172]
1885:كولومبيا (كولون): 18 و 19 يناير / كانون الثاني، استخدمت القوات الأمريكية لحراسة الأشياء الثمينة أثناء العبور عبر سكة حديد بنما، وخزائن وأقبية الشركة أثناء النشاط الثوري.في مارس وأبريل ومايو في مدن كولون وبنما، ساعدت القوات في إعادة إرساء حرية العبور خلال النشاط الثوري (انظر حرق كولون).[RL30172]
1888:كوريا: يونيو، تم إرسال قوة بحرية إلى الشاطئ لحماية السكان الأمريكيين في سيول خلال الظروف السياسية غير المستقرة، عندما كان من المتوقع تفشي السكان.[RL30172]
1888:هايتي: 20 ديسمبر، أقنع عرض للقوة الحكومة الهايتية بالتخلي عن الباخرة الأمريكية التي تم الاستيلاء عليها بتهمة خرق الحصار.[RL30172]
1888-1889:أزمة ساموا.الحرب الأهلية في ساموا؛ الحرب الأهلية الثانية في ساموا:من 14 نوفمبر 1888 إلى 20 مارس 1889،هبطت القوات الأمريكية لحماية المواطنين الأمريكيين والقنصلية أثناء حرب أهلية محلية.[RL30172]
1889:مملكة هاواي: 30 و 31 يوليو، قامت القوات الأمريكية في هونولولو بحماية مصالح الأمريكيين الذين يعيشون في هاواي خلال ثورة بقيادة أمريكية.[RL30172]

### 1890 - 1899
1890:الأرجنتين:هبط فريق بحري لحماية القنصلية والمفوضية الأمريكية في بوينس آيرس.[RL30172]
1890:مذبحة الركبة الجريحة.محمية باين ريدج الهندية، داكوتا الجنوبية:في 29 ديسمبر، قتل جنود من سلاح الفرسان السابع بالجيش الأمريكي 178 لاكوتا سيوكس بعد حادثة تتعلق بتفتيش نزع السلاح في معسكر لاكوتا سيوكس بالقرب من ووندد نی.أصيب 89 من الأمريكيين الآخرين، وتم الإبلاغ عن 150 في عداد المفقودين ؛ شهد الجيش سقوط 25 قتيلا و 39 جريحا.
1891:هايتي:سعت القوات الأمريكية لحماية الأرواح والممتلكات الأمريكية في جزيرة نافاسا.[RL30172]
1891:عمليات مكافحة الصيد في بحر بيرنغ: من 2 يوليو إلى 5 أكتوبر، سعت القوات البحرية إلى وقف الصيد الجائر للفقمة.[RL30172]
1891:حادثة إيتاتا: اعترضت القوات البحرية الأمريكية والأوروبية واحتجزت شحنة أسلحة تم إرسالها إلى قوات الكونغرس في الحرب الأهلية التشيلية.
1891:تشيلي:من 28 إلى 30 أغسطس، قامت القوات الأمريكية بحماية القنصلية الأمريكية والنساء والأطفال الذين لجأوا إليها أثناء ثورة في فالبارايسو.[RL30172]
1892:إضراب هومستيد: في 6 يوليو، هاجم عمال المناجم المضربون عملاء وكالة بينكرتون للتحقيقات الوطنية في محاولة لكسر الإضراب عن طريق جلب العمال غير النقابيين إلى المنجم.تم إرسال 6000 من رجال مليشيات ولاية بنسلفانيا لإعادة القانون والنظام.16 قتيلا و 27-47 جرحى
1892:وايومنغ:حرب مقاطعة جونسون من 11 إلى 13 أبريل، أرسل سلاح الفرسان الأمريكي لتفريق معركة بالأسلحة النارية في مزرعة TA.
1893:الإطاحة بمملكة هاواي:من 16 يناير إلى 1 أبريل، نزل مشاة البحرية في هاواي،ظاهريًا لحماية الأرواح والممتلكات الأمريكية، ولكن تم استخدامها في الواقع كجزء من انقلاب لتعزيز حكومة مؤقتة تحت قيادة سانفورد بي دول.وقد تنصل الرئيس جروفر كليفلاند من هذا الإجراء، واعتذرت الولايات المتحدة في عام 1993.[RL30172]
1894:نيكاراغوا: من 6 يوليو إلى 7 أغسطس، سعت القوات الأمريكية إلى حماية المصالح الأمريكية في بلوفيلدز بعد الثورة.[RL30172]
١٨٩٤-١٨٩٥:الصين: تمركز مشاة البحرية في تينتسين وتوغلوا في بكين لأغراض الحماية خلال الحرب الصينية اليابانية الأولى.[RL30172]
١٨٩٤-١٨٩٥:الصين: رُبطت سفينة حربية بالشاطئ واستخدمت كحصن في نيوشوانغ لحماية المواطنين الأمريكيين.[RL30172]
١٨٩٤-١٨٩٦:كوريا: ٢٤ يوليو ١٨٩٤ إلى ٣ أبريل ١٨٩٦، تم إرسال حارس من مشاة البحرية لحماية المندوب الأمريكي وأرواح ومصالح الأمريكيين في سيول أثناء وبعد الحرب الصينية اليابانية الأولى.[RL30172]
1895:كولومبيا: 8 و 9 مارس، قامت القوات الأمريكية بحماية المصالح الأمريكية خلال هجوم على بلدة بوكاس ديل تورو من قبل زعيم قطاع الطرق.[RL30172]
1896:نيكاراغوا: من 2 إلى 4 مايو، قامت القوات الأمريكية بحماية المصالح الأمريكية في كورينتو أثناء الاضطرابات السياسية.[RL30172]
1898:نيكاراغوا: 7 و 8 فبراير، قامت القوات الأمريكية بحماية الأرواح والممتلكات الأمريكية في سان خوان ديل سور.[RL30172]
1898:الحرب الإسبانية الأمريكية:في 25 أبريل 1898،أعلنت الولايات المتحدة الحرب مع إسبانيا، متحالفة ظاهريًا مع المتمردين الكوبيين.أعقبت الحرب تمرد كوبي، حرب الاستقلال الكوبية ضد الحكم الإسباني وغرق یواس‌اس مین في الميناء في هافانا.[RL30172]
1898-1899:ساموا: الحرب الأهلية الثانية في ساموا،وهو صراع بلغ ذروته في عام 1898 عندما كانت ألمانيا والمملكة المتحدة والولايات المتحدة محاصرة في نزاع حول من يجب أن يسيطر على سلسلة جزر ساموا.
1898-1899:الصين: 5 نوفمبر 1898 إلى 15 مارس 1899،وفرت القوات الأمريكية حارسًا للمفوضية في بكين والقنصلية في تينتسين أثناء المنافسة بين الأرملة الإمبراطورة وابنها.[RL30172]
1899:نيكاراغوا: تم إنزال القوات البحرية الأمريكية والبريطانية لحماية المصالح الوطنية في سان خوان ديل نورتي، من 22 فبراير إلى 5 مارس، وفي بلوفيلدز بعد بضعة أسابيع فيما يتعلق بتمرد الجنرال.خوان ب رييس.[RL30172]
1899-1913:الجزر الفلبينية:الحرب الفلبينية الأمريكية،قامت القوات الأمريكية بحماية المصالح الأمريكية في أعقاب الحرب مع إسبانيا، وهزمت الثوار الفلبينيين الساعين إلى الاستقلال الوطني الفوري.[RL30172] أعلنت الحكومة الأمريكية انتهاء التمرد رسميًا في عام 1902،عندما قبلت القيادة الفلبينية بشكل عام الحكم الأمريكي.استمرت المناوشات بين القوات الحكومية والجماعات المسلحة حتى عام 1913،ويعتبر بعض المؤرخين هذه الامتدادات غير الرسمية للحرب.

### 1900–1909
1900:الصين: من 24 مايو إلى 28 سبتمبر،تمرد الملاكمين.شاركت القوات الأمريكية في عمليات لحماية الأرواح الأجنبية خلال انتفاضة الملاكمين، ولا سيما في بكين.لسنوات عديدة بعد هذه التجربة، تم الاحتفاظ بحارس مفوض دائم في بكين، وتم تقويته في بعض الأحيان بسبب تهديد المتاعب.[RL30172]
1901:كولومبيا (دولة بنما): من 20 نوفمبر إلى 4 ديسمبر.(انظر: فصل بنما عن كولومبيا) قامت القوات الأمريكية بحماية الممتلكات الأمريكية على البرزخ وأبقت خطوط العبور مفتوحة أثناء الاضطرابات الثورية الخطيرة.[RL30172]
1902:كولومبيا: من 16 إلى 23 أبريل، قامت القوات الأمريكية بحماية الأرواح والممتلكات الأمريكية في بوكاس ديل تورو خلال حرب أهلية.[RL30172]
1902:كولومبيا (دولة بنما): من 17 سبتمبر إلى 18 نوفمبر، وضعت الولايات المتحدة حراسًا مسلحين على جميع القطارات التي تعبر مضيق البرزخ لإبقاء خط السكة الحديد مفتوحًا، وتمركز السفن على جانبي بنما لمنع هبوط القوات الكولومبية.[RL30172]
1903:هندوراس:من 23 إلى 30 أو 31 مارس، قامت القوات الأمريكية بحماية القنصلية الأمريكية ورصيف البواخر في بويرتو كورتيس خلال فترة من النشاط الثوري.[RL30172]
1903:جمهورية الدومينيكان: من 30 مارس إلى 21 أبريل، تم إنزال مفرزة من مشاة البحرية لحماية المصالح الأمريكية في مدينة سانتو دومينغو أثناء اندلاع ثورة.[RL30172]
1903:سوريا:من 7 إلى 12 سبتمبر، قامت القوات الأمريكية بحماية القنصلية الأمريكية في بيروت عندما كان يخشى انتفاضة إسلامية محلية.[RL30172]
1903-1904:الحبشة (إثيوبيا): تم إرسال 25 من مشاة البحرية إلى الحبشة لحماية القنصل العام للولايات المتحدة أثناء تفاوضه على معاهدة.[RL30172]
1903-1914:بنما: سعت القوات الأمريكية إلى حماية المصالح الأمريكية والأرواح أثناء وبعد ثورة الاستقلال عن كولومبيا بسبب بناء قناة البرزخ.مع فترات استراحة قصيرة، تمركز مشاة البحرية الأمريكية على البرزخ من 4 نوفمبر 1903 إلى 21 يناير 1914 لحماية المصالح الأمريكية.[RL30172]
1904:جمهورية الدومينيكان: من 2 يناير إلى 11 فبراير، أنشأت القوات البحرية الأمريكية والبريطانية منطقة لن يُسمح فيها بالقتال وحماية المصالح الأمريكية في بويرتو بلاتا وسوسوا وسانتو دومينغو أثناء القتال الثوري.[RL30172]
1904:طنجة، المغرب: «نريد إما پردیکاریس حيا أو أحمد الريسوني ميتا.» خلال قضية بيرديكاريس، تظاهر سرب لإطلاق سراح أمريكي مخطوف.تم إنزال مشاة البحرية لحماية القنصل العام.[RL30172]
1904:بنما: من 17 إلى 24 نوفمبر، قامت القوات الأمريكية بحماية الأرواح والممتلكات الأمريكية في أنكون في وقت تمرد مهدد.[RL30172]
1904-1905:كوريا: من 5 يناير 1904 إلى 11 نوفمبر 1905،تم إرسال حارس من مشاة البحرية لحماية المفوضية الأمريكية في سيول خلال الحرب الروسية اليابانية.[RL30172]
1906-1909:كوبا: من سبتمبر 1906 إلى 23 يناير 1909،سعت القوات الأمريكية لحماية المصالح وإعادة تشكيل الحكومة بعد النشاط الثوري.[RL30172]
1907:هندوراس: من 18 مارس إلى 8 يونيو، لحماية المصالح الأمريكية أثناء الحرب بين هندوراس ونيكاراغوا، تمركزت القوات في تروخيو وسيبا وبورتو كورتيس وسان بيدرو سولا ولاغونا وتشولوما.[RL30172]

### 1910-1919
1910:نيكاراغوا: من 19 مايو إلى 4 سبتمبر،احتلال نيكاراغوا.قامت القوات الأمريكية بحماية المصالح الأمريكية في بلوفيلدز.[RL30172]
1911:هندوراس: في 26 يناير، هبطت مفارز بحرية أمريكية لحماية أرواح ومصالح الأمريكيين خلال حرب أهلية في هندوراس.[RL30172]
1911:الصين: مع اقتراب ثورة شينهاي التي يقودها تونغمينغوي، في أكتوبر / تشرين الأول، حاول راية و 10 رجال دخول واتشانغ لإنقاذ المبشرين لكنهم تقاعدوا بعد تحذيرهم بعيدًا، وقامت قوة إنزال صغيرة بحراسة الممتلكات الخاصة الأمريكية والقنصلية في هانكو.تم نشر مشاة البحرية في نوفمبر لحراسة محطات الكابل في شنغهاي.تم إرسال قوات الإنزال للحماية في نانكينج وتشينكيانج وتاكو وأماكن أخرى.[RL30172]
1912:هندوراس: هبطت قوة صغيرة لمنع استيلاء الحكومة على سكة حديدية مملوكة لأمريكا في بويرتو كورتيس.تم سحب القوات بعد أن رفضت الولايات المتحدة الإجراء.[RL30172]
1912:بنما: أشرف الجنود، بناء على طلب كلا الحزبين السياسيين، على الانتخابات خارج منطقة قناة بنما.[RL30172]
1912:كوبا:من 5 يونيو إلى 5 أغسطس، قامت القوات الأمريكية بحماية المصالح الأمريكية في مقاطعة أورينتي وفي هافانا.[RL30172]
1912:الصين: 24-26 أغسطس، في جزيرة كنتاكي، ومن 26 إلى 30 أغسطس في معسكر نيكلسون.قامت القوات الأمريكية بحماية الأمريكيين والمصالح الأمريكية خلال ثورة شينهاي.[RL30172]
1912:تركيا: من 18 نوفمبر إلى 3 ديسمبر، قامت القوات الأمريكية بحراسة المندوب الأمريكي في القسطنطينية أثناء حرب البلقان الأولى [RL30172]
1912-1925:نيكاراغوا: من أغسطس إلى نوفمبر 1912،قامت القوات الأمريكية بحماية المصالح الأمريكية أثناء محاولة الثورة.ظلت قوة صغيرة تعمل كحارس مفوض وتسعى لتعزيز السلام والاستقرار حتى 5 أغسطس 1925.[RL30172]
1912-1941:الصين:الاضطرابات التي بدأت مع الإطاحة بالسلالة أثناء تمرد الكومينتانغ في عام 1912،والتي أعيد توجيهها من خلال غزو الصين من قبل اليابان، أدت إلى مظاهرات وحفلات هبوط لحماية المصالح الأمريكية في الصين بشكل مستمر وعلى مدار الساعة.العديد من النقاط من عام 1912 إلى عام 1941.تم الإبقاء على الحارس في بكين وعلى طول الطريق المؤدي إلى البحر حتى عام 1941.في عام 1927،كان للولايات المتحدة 5670 جنديًا على الشاطئ في الصين و 44 سفينة حربية في مياهها.في عام 1933،كان لدى الولايات المتحدة 3,027 رجلاً مسلحًا على الشاطئ.استند الإجراء الوقائي بشكل عام إلى المعاهدات المبرمة مع الصين من 1858 إلى 1901.[RL30172]
1913:المكسيك: من 5 إلى 7 سبتمبر، نزل عدد قليل من مشاة البحرية في كياريس استرو للمساعدة في إجلاء المواطنين الأمريكيين وغيرهم من وادي ياقي، الأمر الذي جعله يشكل خطرًا على الأجانب بسبب الثورة المكسيكية.[RL30172]
1914:هايتي: 29 يناير - 9 فبراير،20 و 21 فبراير،19 أكتوبر.قامت القوات البحرية الأمريكية بشكل متقطع بحماية الرعايا الأمريكيين في زمن الشغب والثورة.[RL30172] كان الأمر المحدد من وزير البحرية جوزيفوس بي دانيلز إلى قائد الغزو الأدميرال ويليام ديفيل بوندي هو «حماية المصالح الأمريكية والأجنبية».
1914:جمهورية الدومينيكان: في يونيو ويوليو، خلال الحرب الأهلية الدومينيكية (1914)،أوقفت القوات البحرية الأمريكية قصف بويرتو بلاتا،وتحت التهديد باستخدام القوة، أبقت سانتو دومينغو منطقة محايدة.[RL30172]
1914-1917:المكسيك: أدت قضية تامبيكو إلى احتلال فيراكروز بالمكسيك.أعقبت الأعمال العدائية المكسيكية الأمريكية غير المعلنة قضية تامبيكو وغارات فيلا.أيضًا حملة بانشو فيا وهي عملية عسكرية فاشلة قام بها جيش الولايات المتحدة ضد القوات العسكرية لفيلا فرانسيسكو «بانشو» من عام 1916 إلى عام 1917 وشملت الاستيلاء على فيراكروز.في 19 مارس 1915 بناءً على أوامر من الرئيس وودرو ويلسون وبموافقة ضمنية من فينوستيانو كارانزا.قاد الجنرال جون جي بيرشينج قوة غزو قوامها 10000 رجل إلى المكسيك للاستيلاء على فيلا.[RL30172]
1915-1934:هايتي: من 28 يوليو 1915 إلى 15 أغسطس 1934،احتلال الولايات المتحدة لهايتي.حافظت القوات الأمريكية على النظام خلال فترة عدم الاستقرار السياسي المزمن.[RL30172] أثناء الدخول الأولي إلى هايتي، كان الأمر المحدد من وزير البحرية لقائد الغزو، الأدميرال ويليام ديفيل بوندي، هو «حماية المصالح الأمريكية والأجنبية».
1916:الصين: هبطت القوات الأمريكية لقمع أعمال شغب وقعت على الممتلكات الأمريكية في نانكينج.[RL30172]
1916-1924:جمهورية الدومينيكان: من مايو 1916 إلى سبتمبر 1924،احتلال جمهورية الدومينيكان.حافظت القوات البحرية الأمريكية على النظام خلال فترة عصيان مزمن ومهدّد.[RL30172]
1917:الصين: نزلت القوات الأمريكية في تشونغكينغ لحماية أرواح الأمريكيين خلال أزمة سياسية.[RL30172]
1917-1918:الحرب العالمية الأولى:في 6 أبريل 1917،أعلنت الولايات المتحدة الحرب على ألمانيا، وفي 7 ديسمبر 1917،ضد النمسا والمجر.كان دخول الولايات المتحدة إلى الحرب سريعًا بسبب حرب الغواصات الألمانية ضد الشحن المحايد وبرقية زيمرمان.[RL30172]
1917-1922:كوبا: قامت القوات الأمريكية بحماية المصالح الأمريكية أثناء العصيان وما تلاه من ظروف غير مستقرة.غادرت معظم القوات المسلحة الأمريكية كوبا بحلول أغسطس 1919،لكن بقيت شركتان في كاماغوي حتى فبراير 1922.[RL30172]
1918-1919:المكسيك: بعد انسحاب بعثة بيرشينج، دخلت القوات الأمريكية المكسيك لملاحقة قطاع الطرق ثلاث مرات على الأقل في عام 1918 وست مرات في عام 1919.في أغسطس 1918،الأمريكية والقوات المكسيكية خاضت في نوغاليس، معركة أمبوس نوغاليس.بدأ الحادث عندما دبر الجواسيس الألمان هجومًا مع الجيش المكسيكي على نوجاليس،أريزونا.بدأ القتال عندما أطلق ضابط مكسيكي النار وقتل جنديًا أمريكيًا على أرض أمريكية.تبع ذلك معركة واسعة النطاق، انتهت باستسلام مكسيكي.[RL30172]
1918-1920:بنما: تم استخدام القوات الأمريكية في مهام الشرطة وفقًا لنصوص المعاهدة، في شيريكي،أثناء الاضطرابات الانتخابية والاضطرابات اللاحقة.[RL30172]
1918-1920:SFSR الروسي:نزل مشاة البحرية في فلاديفوستوك وبالقرب منها في يونيو ويوليو لحماية القنصلية الأمريكية ونقاط أخرى في القتال بين الجيش الأحمر والفيلق التشيكي الذي اجتاز سيبيريا من الجبهة الغربية.أصدر القادة الأمريكيون واليابانيون والبريطانيون والفرنسيون والتشيك إعلانًا مشتركًا لحكومة الطوارئ والحياد في يوليو.في أغسطس، هبط 7000 رجل في فلاديفوستوك وظلوا حتى يناير 1920،كجزء من قوة احتلال حليفة.في سبتمبر 1918،انضم 5000 جندي أمريكي إلى قوة تدخل الحلفاء في مدينة أرخانجيلسك وظلوا حتى يونيو 1919.كانت هذه العمليات رداً على الثورة البلشفية في روسيا ودعمتها جزئياً عناصر القيصر أو كيرينسكي.[RL30172] لمزيد من التفاصيل، انظر قوة المشاة الأمريكية في سيبيريا وقوة المشاة الأمريكية شمال روسيا.
1919:دالماتيا (كرواتيا): نزلت القوات الأمريكية في تراو بناءً على طلب السلطات الإيطالية لأمر الشرطة بين الإيطاليين والصرب.[RL30172]
1919:تركيا: تم إنزال مشاة البحرية الأمريكية من يو إس إس أريزونا لحراسة القنصلية الأمريكية أثناء الاحتلال اليوناني للقسطنطينية.[RL30172]
1919:هندوراس: من 8 إلى 12 سبتمبر، أُرسلت قوة إنزال إلى الشاطئ للحفاظ على النظام في منطقة محايدة أثناء محاولة ثورة.[RL30172]

### 1920-1929
1920:الصين: في 14 مارس، تم إرسال قوة إنزال إلى الشاطئ لبضع ساعات لحماية الأرواح أثناء الاضطرابات في كيوكيانغ.[RL30172]
1920:غواتيمالا: من 9 إلى 27 أبريل، قامت القوات الأمريكية بحماية المفوضية الأمريكية والمصالح الأمريكية الأخرى، مثل محطة الكابل، خلال فترة القتال بين الوحدويين وحكومة غواتيمالا.[RL30172]
1920-1922:روسيا (سيبيريا): من 16 فبراير 1920 إلى 19 نوفمبر 1922،تم إرسال أحد حراس مشاة البحرية لحماية محطة راديو الولايات المتحدة وممتلكاتها في الجزيرة الروسية، خليج فلاديفوستوك.[RL30172]
1921:بنما وكوستاريكا: تظاهرت أسراب البحرية الأمريكية في أبريل على جانبي برزخ لمنع الحرب بين البلدين بسبب نزاع حدودي.[RL30172]
1922:تركيا: في شهري سبتمبر وأكتوبر، تم إرسال قوة إنزال إلى الشاطئ بموافقة كل من السلطات اليونانية والتركية لحماية الأرواح والممتلكات الأمريكية عندما دخل القوميون الأتراك إزمير (سميرنا).[RL30172]
1922-1923:الصين: من أبريل 1922 إلى نوفمبر 1923،هبط جنود المارينز خمس مرات لحماية الأمريكيين خلال فترات الاضطرابات.[RL30172]
1924:هندوراس: من 28 فبراير إلى 31 مارس، ومن 10 إلى 15 سبتمبر، قامت القوات الأمريكية بحماية أرواح الأمريكيين ومصالحهم أثناء الأعمال العدائية للانتخابات.[RL30172]
1924:الصين: في سبتمبر، تم إنزال مشاة البحرية لحماية الأمريكيين والأجانب الآخرين في شنغهاي خلال الأعمال العدائية بين الفصائل الصينية.[RL30172]
1925:الصين: من 15 يناير إلى 29 أغسطس، أدى القتال بين الفصائل الصينية المصحوبة بأعمال شغب ومظاهرات في شنغهاي إلى إنزال القوات الأمريكية لحماية الأرواح والممتلكات في المستوطنة الدولية.[RL30172]
1925:هندوراس: من 19 إلى 21 أبريل، قامت القوات الأمريكية بحماية الأجانب في لاسيبا أثناء الاضطرابات السياسية.[RL30172]
1925:بنما: من 12 إلى 23 أكتوبر، أدت الإضرابات وأعمال الشغب الإيجارية إلى إنزال حوالي 600 جندي أمريكي للحفاظ على النظام وحماية المصالح الأمريكية.[RL30172]
1926-1933:نيكاراغوا: من 7 مايو إلى 5 يونيو 1926 و 27 أغسطس 1926 إلى 3 يناير 1933،أثار انقلاب الجنرال إميليانو تشامورو فارغاس الأنشطة الثورية التي أدت إلى إنزال مشاة البحرية الأمريكية لحماية البحرية الأمريكية.مصالح الولايات المتحدة.جاءت قوات الولايات المتحدة وذهبت بشكل متقطع حتى 3 يناير 1933.[RL30172]
1926:الصين: في أغسطس وسبتمبر، أدى الهجوم القومي على هانكو إلى إنزال القوات البحرية الأمريكية لحماية المواطنين الأمريكيين.تم الإبقاء على حرس صغير في القنصلية العامة حتى بعد 16 سبتمبر، عندما تم سحب بقية القوات.وبالمثل، عندما استولت قوات الكومينتانغ على كيوكيانغ،تم إنزال القوات البحرية لحماية الأجانب من 4 إلى 6 نوفمبر.[RL30172]
1927:الصين: في فبراير، أدى القتال في شنغهاي إلى زيادة تواجد القوات البحرية الأمريكية ومشاة البحرية.في مارس، تمركز أحد حراس البحرية في القنصلية الأمريكية في نانكينج بعد أن استولت القوات الوطنية على المدينة.استخدمت مدمرات أمريكية وبريطانية لاحقًا نيران القذائف لحماية الأمريكيين والأجانب الآخرين.بعد ذلك، تمركزت قوات إضافية من مشاة البحرية والقوات البحرية بالقرب من شنغهاي وتينتسين.[RL30172]

### 1930-1939
1932:الصين: تم إنزال القوات الأمريكية لحماية المصالح الأمريكية أثناء الاحتلال الياباني لشنغهاي.[RL30172]
1932:الولايات المتحدة: «جيش المكافآت» المكون من 17000 من قدامى المحاربين في الحرب العالمية الأولى بالإضافة إلى 20000 عائلة تم تطهيرهم من واشنطن ثم شقق أناكوستيا المسطحة «هوفرفيل» بواسطة سلاح الفرسان الثالث وفوج المشاة الثاني عشر تحت قيادة الجنرال.دوغلاس ماك آرثر والرائد دوايت دي أيزنهاور،28 يوليو.
1933:كوبا: خلال ثورة ضد الرئيس جيراردو ماتشادو،تظاهرت القوات البحرية ولكن لم يتم الإنزال.[RL30172]
1934:الصين: نزل مشاة البحرية في فوزهو لحماية القنصلية الأمريكية.[RL30172]

### 1940-1944
1940:نيوفاوندلاند وبرمودا وسانت لوسيا - جزر الباهاما وجامايكا وأنتيغوا وترينيداد وجيانا البريطانية:تم إرسال القوات لحراسة القواعد الجوية والبحرية التي تم الحصول عليها بموجب عقد إيجار عن طريق التفاوض مع المملكة المتحدة.كانت تسمى أحيانًا قواعد الإعارة ولكنها كانت بموجب صفقة مدمرات مقابل قواعد.[RL30172]
1941:جرينلاند: تم الاستيلاء على جرينلاند تحت حماية الولايات المتحدة في أبريل.[RL30172]
1941:هولندا (غيانا الهولندية): في نوفمبر/تشرين الثاني، أمر الرئيس القوات الأمريكية باحتلال غيانا الهولندية، ولكن بالاتفاق مع الحكومة الهولندية في المنفى، تعاونت البرازيل لحماية إمدادات خام الألمنيوم من مناجم البوكسيت في سورينام.[RL30172]
1941:أيسلندا: تم أخذ أيسلندا تحت حماية الولايات المتحدة،دون موافقة حكومتها التي حلت محل القوات البريطانية، لأسباب إستراتيجية.[RL30172]
1941:ألمانيا: في وقت ما في الربيع، أمر الرئيس البحرية بتسيير دوريات في ممرات السفن إلى أوروبا.بحلول يوليو، كانت السفن الحربية الأمريكية في قوافل وبحلول سبتمبر كانت تهاجم الغواصات الألمانية.في نوفمبر، رداً على 31 أكتوبر 1941 غرق یواس‌اس ریوبن جیمز، تم إلغاء قانون الحياد جزئيًا لحماية المساعدات العسكرية الأمريكية لبريطانيا.[RL30172]
1941-1945:الحرب العالمية الثانية:في 8 ديسمبر 1941،أعلنت الولايات المتحدة الحرب على اليابان ردًا على الهجوم على بيرل هاربور.في 11 ديسمبر، أعلنت ألمانيا النازية وإيطاليا الفاشية الحرب على الولايات المتحدة.

### 1945-1949
1945:الصين: في أكتوبر تم إرسال 50.000 من مشاة البحرية الأمريكية إلى شمال الصين لمساعدة السلطات القومية الصينية في نزع سلاح اليابانيين وإعادتهم إلى الوطن في الصين وفي السيطرة على الموانئ والسكك الحديدية والمطارات.كان هذا بالإضافة إلى ما يقرب من 60 ألف جندي أمريكي بقوا في الصين في نهاية الحرب العالمية الثانية.[RL30172]
1945-1949:احتلال جزء من ألمانيا.
1945-1955:احتلال جزء من النمسا.
1945-1952:احتلال اليابان.
1944-1946:إعادة احتلال الفلبين مؤقتًا خلال الحرب العالمية الثانية واستعدادًا للاستقلال المقرر سابقًا.
1945-1947:حامية من مشاة البحرية الأمريكية في الصين للإشراف على إزالة القوات اليابانية بعد الحرب العالمية الثانية.
1945-1949:احتلال كوريا الجنوبية بعد الحرب العالمية الثانية ؛ تمرد كوريا الشمالية في جمهورية كوريا 
- 1946 ترييستي (إيطاليا): أمر الرئيس ترومان بزيادة القوات الأمريكية على طول خط احتلال المنطقة وتعزيز القوات الجوية في شمال إيطاليا بعد أن أسقط الجيش الشعبي اليوغوسلافي طائرة نقل غير مسلحة تابعة للجيش الأمريكي كانت تحلق فوق فينيسيا جوليا. تم إرسال وحدات بحرية أمريكية سابقة إلى مكان الحادث.[RL30172] في وقت لاحق إقليم ترييستي الحر،المنطقة أ.
1948:القدس (الانتداب البريطاني): تم إرسال حارس قنصلي بحري إلى القدس لحماية القنصل العام للولايات المتحدة.[RL30172]
1948:برلين: جسر برلين الجوي بعد أن فرض الاتحاد السوفيتي حصارًا بريًا على القطاعات الأمريكية والبريطانية والفرنسية في برلين في 24 يونيو 1948،قامت الولايات المتحدة وحلفاؤها بنقل الإمدادات جواً إلى برلين حتى بعد رفع الحصار في مايو 1949.[RL30172]
1948-1949:الصين: تم إرسال مشاة البحرية إلى نانكينغ لحماية السفارة الأمريكية عندما سقطت المدينة في أيدي القوات الشيوعية، وإلى شنغهاي للمساعدة في حماية وإجلاء الأمريكيين.[RL30172]

### 1950-1959
1950-1953:الحرب الكورية:ردت الولايات المتحدة على الغزو الكوري الشمالي لكوريا الجنوبية بالذهاب لمساعدتها، عملاً بقرارات مجلس الأمن التابع للأمم المتحدة.تجاوز عدد القوات الأمريكية المنتشرة في كوريا 300 ألف خلال العام الأخير من الصراع النشط (1953).وقتل أكثر من 36600 جندي أمريكي في القتال.[RL30172]
1950-1955:فورموزا (تايوان): في يونيو 1950،في بداية الحرب الكورية، أمر الرئيس ترومان الأسطول الأمريكي السابع بمنع هجمات جيش التحرير الشعبي على فورموزا وعمليات القوات المسلحة لجمهورية الصين ضد الصين القارية.[RL30172]
1950:بورتوريكو (الأراضي الاستعمارية للولايات المتحدة): استخدم الحرس الوطني للولايات المتحدة طائرة هجومية من طراز ريببلك بيه-47 الصاعقة،ومدفعية أرضية، وقذائف هاون، وقنابل يدوية للهجوم المضاد على مقاتلي الحرية البورتوريكيين والقوميين ومتمردي الاستقلال الذين يتطلعون إلى إنهاء الاستعمار الأمريكي حكم خلال انتفاضة جايويا.
1954: غواتيمالا: قرار انقلاب سري مثير للجدل للغاية نفذته وكالة المخابرات المركزية الأمريكية والذي أطاح بالرئيس الغواتيمالي المنتخب ديمقراطياً جاكوبو أربينز وأنهى الثورة الغواتيمالية في الفترة من 1944 إلى 1954.ونصبت الديكتاتورية العسكرية لكارلوس كاستيلو أرماس،وهي الأولى في سلسلة من الحكام الاستبداديين المدعومين من الولايات المتحدة في غواتيمالا.هاجمت وسائل الإعلام الفرنسية والبريطانية الانقلاب الأمريكي ووصفته بأنه «شكل حديث من أشكال الاستعمار الاقتصادي».قال الأمين العام للأمم المتحدة همرشولد إن الغزو شبه العسكري الذي أطاحت به الولايات المتحدة بحكومة غواتيمالا المنتخبة كان عملاً جيوسياسيًا ينتهك أحكام حقوق الإنسان الواردة في ميثاق الأمم المتحدة.
1954-1955:الصين: أزمة مضيق تايوان الأولى،أجلت الوحدات البحرية المدنيين والعسكريين الأمريكيين من جزر تاشن.[RL30172]
1955-1964:فيتنام: إرسال أول مستشارين عسكريين إلى فيتنام في 12 فبراير 1955.بحلول عام 1964،ارتفع عدد القوات الأمريكية إلى 21000.في 7 أغسطس 1964،وافق الكونجرس الأمريكي على قرار خليج تونكين الذي يؤكد «جميع الإجراءات اللازمة لصد أي هجوم مسلح ضد قوات الولايات المتحدة...لمنع المزيد من العدوانزمساعدة أي عضو أو دولة بروتوكول معاهدة الدفاع الجماعي لجنوب شرق آسيا (سياتو) التي تطلب المساعدة.» [Vietnam timeline]
1956:مصر: قامت كتيبة بحرية بإجلاء الرعايا الأمريكيين وأشخاص آخرين من الإسكندرية خلال أزمة السويس.[RL30172]
1958:لبنان: أزمة لبنان عام 1958،نزل جنود المارينز في لبنان بدعوة من الرئيس كميل شمعون للمساعدة في الحماية من تهديد العصيان المدعوم من الخارج.كان عمل الرئيس مدعومًا بقرار من الكونجرس تم تمريره في عام 1957 والذي سمح بمثل هذه الإجراءات في تلك المنطقة من العالم.[RL30172]
1959-1960:الكاريبي: تم نشر فرقة العمل البحرية الثانية لحماية الرعايا الأمريكيين في أعقاب الثورة الكوبية.[RL30172]
1955-1975:حرب فيتنام:كان المستشارون العسكريون الأمريكيون في جنوب فيتنام لمدة عقد من الزمان، وازدادت أعدادهم مع ضعف الموقف العسكري لحكومة سايغون.بعد الاستشهاد بما وصفه زوراً بهجمات البحرية الفيتنامية الشعبية على المدمرات الأمريكية، فيما أصبح يعرف بحادثة خليج تونكين،طلب الرئيس ليندون جونسون في أغسطس 1964 إصدار قرار يعبر عن تصميم الولايات المتحدة على دعم "الحرية وحماية السلام".في جنوب شرق آسيا ".رد الكونجرس بقرار خليج تونكين، بإعطاء الرئيس جونسون الإذن، دون إعلان رسمي للحرب من قبل الكونجرس، لاستخدام القوة العسكرية التقليدية في جنوب شرق آسيا.بعد هذا القرار، وبعد هجوم شيوعي على منشأة أمريكية في وسط فيتنام، صعدت الولايات المتحدة مشاركتها في الحرب إلى ذروة [RL30172]

### 1960-1969
1961:كوبا: غزو خليج الخنازير،المعروف في أمريكا اللاتينية باسم Invasión de Bahía de Cochinos (أو Invasión de Playa Girón أو Batalla de Girón)،كان غزوًا عسكريًا فاشلاً لكوبا قام به اللواء 2506 شبه العسكري الذي ترعاه وكالة المخابرات المركزية في 17 أبريل 1961.
1962:تايلاند: هبطت الوحدة الاستكشافية البحرية الثالثة في 17 مايو 1962 لدعم ذلك البلد أثناء تهديد الضغط الشيوعي من الخارج.بحلول 30 يوليو، تم سحب 5000 من مشاة البحرية.[RL30172]
1962:كوبا: أزمة الصواريخ الكوبية،في 22 أكتوبر، فرض الرئيس كينيدي «حجرًا صحيًا» على شحن الصواريخ الهجومية إلى كوبا من الاتحاد السوفيتي.كما حذر الاتحاد السوفيتي من أن إطلاق أي صاروخ من كوبا ضد دول في نصف الكرة الغربي سيؤدي إلى انتقام نووي أمريكي من الاتحاد السوفيتي.تم التوصل إلى تسوية تفاوضية في غضون أيام قليلة.[RL30172]
1962-1975:لاوس: من أكتوبر 1962 حتى 1975،لعبت الولايات المتحدة دورًا مهمًا في الدعم العسكري للقوات المناهضة للشيوعية في لاوس.[RL30172] في غضون ذلك، كانت الولايات المتحدة تقاتل عملية عسكرية سرية باستخدام القوات شبه العسكرية التابعة لوكالة المخابرات المركزية، والمعروفة باسم الحرب السرية.
1964:الكونغو (زائير): أرسلت الولايات المتحدة أربع طائرات نقل لتوفير جسر جوي للقوات الكونغولية أثناء تمرد ونقل المظليين البلجيكيين لإنقاذ الأجانب.[RL30172]
1965:غزو جمهورية الدومينيكان: عملية حزمة الطاقة، تدخلت الولايات المتحدة لحماية الأرواح والممتلكات خلال ثورة دومينيكان وأرسلت 20.000 جندي أمريكي مع تزايد المخاوف من أن القوات الثورية أصبحت بشكل متزايد تحت السيطرة الشيوعية.[RL30172] اندلع تمرد شعبي، ووعد بإعادة تنصيب خوان بوش كزعيم منتخب للبلاد.تم سحق الثورة عندما هبط مشاة البحرية الأمريكية بالقوة لدعم النظام العسكري.
1967:إسرائيل: حادثة يو إس إس ليبرتي،حيث تعرضت سفينة الأبحاث الفنية التابعة للبحرية الأمريكية في 8 يونيو 1967 من قبل الجيش الإسرائيلي،مما أسفر عن مقتل 34 وإصابة أكثر من 170 من أفراد الطاقم الأمريكي.
1967:الكونغو (زائير): أرسلت الولايات المتحدة ثلاث طائرات نقل عسكرية مع أطقم لتزويد حكومة الكونغو المركزية بالدعم اللوجستي أثناء التمرد.[RL30172]
1968:لاوس وكمبوديا: بدأت الولايات المتحدة حملة قصف سرية ضد أهداف على طول مسار هو تشي مينه في الدول ذات السيادة في كمبوديا ولاوس.استمرت التفجيرات عامين على الأقل.(انظر عملية كوماندوز هانت)

### 1970-1979
1970:الحملة الكمبودية:صدرت أوامر للقوات الأمريكية بدخول كمبوديا لتطهير الملاذات الشيوعية التي هاجمت منها الفيتكونغ وفيتنام الشمالية القوات الأمريكية والفيتنامية الجنوبية في فيتنام.كان الهدف من هذا الهجوم، الذي استمر من 30 أبريل إلى 30 يونيو، ضمان استمرار الانسحاب الآمن للقوات الأمريكية من جنوب فيتنام ومساعدة برنامج الفتنمة.[RL30172]
1972:شمال فيتنام: عملية قصف عيد الميلاد Linebacker II (لم يرد ذكرها في RL30172،لكنها عملية تؤدي إلى مفاوضات سلام).أجريت العملية في الفترة من 18 إلى 29 ديسمبر 1972.كان قصف مدينتي هانوي وهايفونغ بواسطة قاذفات بي-52 .
1973:عملية عشب النيكل،وهي عملية جسر جوي استراتيجي أجرتها الولايات المتحدة لتسليم الأسلحة والإمدادات إلى إسرائيل خلال حرب يوم الغفران.
1974:الإجلاء من قبرص: قامت القوات البحرية الأمريكية بإجلاء المدنيين الأمريكيين خلال الغزو التركي لقبرص.[RL30172]
1975:الإجلاء من فيتنام: عملية الرياح المتكررة،في 3 أبريل 1975،أبلغ الرئيس جيرالد فورد عن إرسال سفن وطائرات هليكوبتر ومشاة البحرية الأمريكية للمساعدة في إجلاء اللاجئين والمواطنين الأمريكيين من فيتنام.[RL30172]
1975:الإخلاء من كمبوديا: عملية سحب النسر، في 12 أبريل 1975،ذكر الرئيس فورد أنه أمر القوات العسكرية الأمريكية بالمضي قدمًا في الإجلاء المخطط للمواطنين الأمريكيين من كمبوديا.[RL30172]
1975:جنوب فيتنام: في 30 أبريل 1975،أفاد الرئيس فورد أن قوة مكونة من 70 طائرة هليكوبتر للإخلاء و 865 من مشاة البحرية قامت بإجلاء حوالي 1400 مواطن أمريكي و 5500 من مواطني الدول الثالثة والفيتناميين الجنوبيين من مناطق الإنزال داخل وحول السفارة الأمريكية وسايغون ومطار تان سون نهوت.[RL30172]
1975:كمبوديا: حادثة ماياجويز،في 15 مايو 1975،ذكر الرئيس فورد أنه أمر القوات العسكرية باستعادة اس اس ماياجويز، وهي سفينة تجارية تم الاستيلاء عليها من زوارق الدوريات البحرية التابعة لجيش كمبوتشي الثوري في المياه الدولية وأجبرت على التوجه إلى جزيرة قريبة.[RL30172]
1976:لبنان: في 22 و 23 تموز (يوليو) 1976،أخلت طائرات هليكوبتر تابعة لخمس سفن تابعة للبحرية الأمريكية ما يقرب من 250 أمريكيًا وأوروبيًا من لبنان أثناء القتال بين الفصائل اللبنانية بعد أن أعاقت الأعمال العدائية إجلاء قافلة برية.[RL30172]
1976:كوريا: تم إرسال قوات إضافية إلى كوريا بعد مقتل جنديين أمريكيين على يد جنود كوريين شماليين في المنطقة المنزوعة السلاح الكورية أثناء قيامهم بقطع شجرة.[RL30172]
1978:زائير (الكونغو): من 19 مايو حتى يونيو، استخدمت الولايات المتحدة طائرات نقل عسكرية لتقديم الدعم اللوجستي لعمليات الإنقاذ البلجيكية والفرنسية في زائير.[RL30172]

### 1980-1989
1980:إيران: عملية مخلب العقاب،في 26 أبريل 1980،أبلغ الرئيس كارتر عن استخدام ست طائرات نقل أمريكية وثماني مروحيات في محاولة فاشلة لإنقاذ الرهائن الأمريكيين في إيران.
1980:وصول وحدات من الجيش والقوات الجوية الأمريكية إلى سيناء في سبتمبر كجزء من «عملية النجم الساطع».إنهم موجودون هناك للتدريب مع القوات المسلحة المصرية كجزء من اتفاقيات كامب ديفيد للسلام الموقعة في عام 1979.عناصر من الفرقة 101 المحمولة جواً (الكتيبة الأولى، المشاة 502) ووحدات القوات الجوية MAC (قيادة الجسر الجوي العسكري) في مسرح العمليات لمدة أربعة أشهر وهي أول القوات العسكرية الأمريكية في المنطقة منذ الحرب العالمية الثانية.
1981:السلفادور: بعد هجوم حرب العصابات ضد حكومة السلفادور، تم إرسال مستشارين عسكريين أمريكيين إضافيين إلى السلفادور، ليصل العدد الإجمالي إلى حوالي 55،للمساعدة في تدريب القوات الحكومية على مكافحة التمرد.[RL30172]
1981:ليبيا: حادثة خليج السدرة الأولى،في 19 أغسطس / آب 1981،أسقطت طائرات أمريكية على حاملة الطائرات يو إس إس نيميتز طائرتين ليبيتين فوق خليج سدرة بعد أن أطلقت إحدى الطائرات الليبية صاروخًا حراريًا.وأجرت الولايات المتحدة بشكل دوري تدريبات على حرية الملاحة في خليج السدرة، التي تطالب ليبيا بمياهها الإقليمية، لكنها تعتبرها مياه دولية من قبل الولايات المتحدة.[RL30172]
1982:سيناء: في 19 مارس 1982،أبلغ الرئيس ريغان عن نشر أفراد ومعدات عسكرية للمشاركة في القوة المتعددة الجنسيات والمراقبين في شبه جزيرة سيناء.تمت الموافقة على المشاركة من قبل القوة المتعددة الجنسيات وقرار المراقبين، القانون العام 97-132.[RL30172]
1982:لبنان: القوة المتعددة الجنسيات في لبنان،في 21 آب (أغسطس) 1982،أبلغ الرئيس ريغان عن إرسال 800 من مشاة البحرية للخدمة في القوة متعددة الجنسيات للمساعدة في انسحاب أفراد قوة التحرير الفلسطينية من بيروت.غادر مشاة البحرية يوم 20 سبتمبر 1982.[RL30172]
1982-1983:لبنان: في 29 أيلول (سبتمبر) 1982،أبلغ الرئيس ريغان عن نشر 1200 من مشاة البحرية للخدمة في قوة مؤقتة متعددة الجنسيات لتسهيل استعادة الحكومة اللبنانية لسيادتها.في 29 سبتمبر 1983،أصدر الكونجرس قرار القوة المتعددة الجنسيات في لبنان (PL 98-119) الذي يسمح باستمرار المشاركة لمدة ثمانية عشر شهرًا.[RL30172]
1983:مصر: بعد أن قصفت طائرة ليبية مدينة في السودان في 18 مارس 1983،وناشد السودان ومصر المساعدة، أرسلت الولايات المتحدة طائرة استطلاع إلكترونية من طراز أواكس (أواكس) إلى مصر.[RL30172]
1983:غرينادا: عملية الغضب العاجل،مستشهدة بالتهديد المتزايد من النفوذ السوفيتي والكوبي، مع ملاحظة تطوير مطار دولي في أعقاب الانقلاب والتحالف مع الاتحاد السوفيتي وكوبا، تغزو الولايات المتحدة دولة جزيرة غرينادا.[RL30172]
1983-1989:هندوراس: في يوليو 1983،أجرت الولايات المتحدة سلسلة من التدريبات في هندوراس اعتقد البعض أنها قد تؤدي إلى صراع مع نيكاراغوا.في 25 مارس 1986،نقلت طائرات هليكوبتر عسكرية أمريكية غير مسلحة وطاقمها القوات الهندوراسية إلى حدود نيكاراغوا لصد القوات النيكاراغوية.[RL30172]
1983:تشاد: في 8 أغسطس 1983،أبلغ الرئيس ريغان عن نشر طائرتي استطلاع إلكتروني من طراز أواكس وثماني طائرات مقاتلة من طراز F-15 وقوات دعم لوجستي بري لمساعدة تشاد ضد القوات الليبية والمتمردين.[RL30172]
1984:الخليج العربي: في 5 يونيو 1984،أسقطت طائرات مقاتلة سعودية، بمساعدة معلومات استخباراتية من طائرة استطلاع إلكترونية تابعة للولايات المتحدة من طراز أواكس، تغذيها ناقلة نفط أمريكية من طراز KC-10،طائرتين مقاتلتين إيرانيتين فوق منطقة في الخليج العربي.أعلن كمنطقة محمية للشحن.[RL30172]
1985:إيطاليا: في 10 أكتوبر 1985،اعترض طيارو البحرية الأمريكية طائرة ركاب مصرية وأجبروها على الهبوط في صقلية.وكانت الطائرة تقل خاطفي السفينة السياحية الإيطالية أشيل لاورو التي قتلت مواطنا أمريكيا خلال عملية الاختطاف.[RL30172]
1986:ليبيا: العمل في خليج السدرة (1986)،في 26 مارس 1986،أفاد الرئيس ريغان في 24 و 25 مارس، أن القوات الأمريكية، أثناء مشاركتها في تدريبات حرية الملاحة حول خليج سدرة،تعرضت لهجوم من قبل الليبيين.وقد ردت الولايات المتحدة بالصواريخ.[RL30172]
1986:ليبيا: الغارة الأمريكية الجوية على ليبيا،في 16 أبريل 1986،أفاد الرئيس ريغان أن القوات الجوية والبحرية الأمريكية نفذت ضربات قصفية على منشآت إرهابية ومنشآت عسكرية في العاصمة الليبية بطرابلس، بدعوى أن الزعيم الليبي العقيد.كان معمر القذافي مسؤولاً عن هجوم بالقنابل على ملهى ليلي ألماني أدى إلى مقتل جنديين أمريكيين.[RL30172]
1987:الخليج العربي: یواس‌اس استارک في 17 مايو بصاروخين من طراز Exocet مضاد للسفن تم إطلاقهما من طائرة داسو ميراج إف1 التابعة للقوات الجوية العراقية خلال الحرب العراقية الإيرانية، مما أسفر عن مقتل 37 بحارًا من البحرية الأمريكية.
1987:الخليج العربي: عملية نيمبل آرتشر.الهجمات على منصتي نفط إيرانيتين في الخليج العربي من قبل قوات البحرية الأمريكية في 19 أكتوبر.كان الهجوم رداً على هجوم إيران في 16 أكتوبر / تشرين الأول 1987 على إم في سي آيل سيتي، وهي ناقلة نفط كويتية أعيدت أعلامها عند الراسية قبالة الكويت،بصاروخ سيلك وورم.
1987-1988:الخليج العربي: عملية الإرادة الجادة.بعد الحرب الإيرانية العراقية (مرحلة حرب الناقلات) أسفرت عن العديد من الحوادث العسكرية في الخليج العربي، زادت الولايات المتحدة من عمليات القوات العسكرية المشتركة للولايات المتحدة في الخليج العربي وتبنت سياسة إعادة العلم ومرافقة ناقلات النفط الكويتية عبر الخليج العربي.لحمايتهم من الهجمات العراقية والإيرانية.أفاد الرئيس ريغان أن السفن الأمريكية قد تعرضت لإطلاق النار على الألغام أو ضربها أو قامت بعمل عسكري آخر في 21 سبتمبر (إيران عجر)،8 أكتوبر، و 19 أكتوبر،1987 و 18 أبريل (عملية فرس النبي)،3 يوليو، و 14 يوليو،1988.خفضت الولايات المتحدة قواتها تدريجياً بعد وقف إطلاق النار بين إيران والعراق في 20 أغسطس / آب 1988.[RL30172] كانت أكبر عملية قافلة بحرية منذ الحرب العالمية الثانية.
1987-1988:الخليج العربي: كانت عملية الفرصة الرئيسية عملية لقيادة العمليات الخاصة للولايات المتحدة تهدف إلى حماية ناقلات النفط التي ترفع علم الولايات المتحدة من الهجوم الإيراني خلال الحرب الإيرانية العراقية.جرت العملية تقريبًا في نفس وقت عملية إرنست ويل.
1988:الخليج العربي: كانت عملية فرس النبي هي عملية 18 أبريل 1988 التي شنتها القوات البحرية الأمريكية ردًا على التعدين الإيراني في الخليج العربي والأضرار اللاحقة التي لحقت بسفينة حربية أمريكية.
1988:هندوراس: كانت عملية الدراج الذهبي عبارة عن نشر طارئ للقوات الأمريكية في هندوراس في عام 1988،نتيجة لأعمال التهديد من قبل قوات النيكاراغويين (الاشتراكية آنذاك).
1988:یواس‌اس وینسنس اسقاط من إيران الهواء الطيران 655.
1988:بنما: في منتصف مارس وأبريل 1988،خلال فترة عدم الاستقرار في بنما ومع زيادة ضغط الولايات المتحدة على رئيس الدولة البنمي الجنرال مانويل نورييغا للاستقالة، أرسلت الولايات المتحدة 1000 جندي إلى بنما، «لمزيد من الحماية.القناة وحياة الولايات المتحدة وممتلكاتها ومصالحها في المنطقة».عززت القوات 10,000 جندي أمريكي موجود بالفعل في منطقة قناة بنما.[RL30172]
1989:ليبيا: حادثة خليج سدرة الثانية.في 4 يناير 1989،أسقطت طائرتان تابعتان للبحرية الأمريكية من طراز F-14 تستندان إلى یواس‌اس جان اف. کندی طائرتان ليبيتان فوق البحر الأبيض المتوسط على بعد 70 ميلاً شمال ليبيا.وقال الطيارون الأمريكيون إن الطائرات الليبية أظهرت نوايا معادية.[RL30172]
1989:بنما: في 11 مايو 1989،ردا على تجاهل الجنرال نورييغا لنتائج الانتخابات البنمية، أمر الرئيس بوش قوة بحجم لواء قوامها حوالي 1900 جندي لزيادة القوات الأمريكية المقدرة بـ 1000 جندي بالفعل في المنطقة.[RL30172]
1989:كولومبيا وبوليفيا وبيرو: مبادرة الأنديز في الحرب على المخدرات، في 15 سبتمبر 1989،أعلن الرئيس بوش أنه سيتم إرسال المساعدة العسكرية وإنفاذ القانون لمساعدة دول الأنديز في كولومبيا وبوليفيا وبيرو في مكافحة منتجي المخدرات غير المشروعة.والمتاجرين.بحلول منتصف سبتمبر، كان هناك 50-100 مستشار عسكري أمريكي في كولومبيا فيما يتعلق بالنقل والتدريب على استخدام المعدات العسكرية، بالإضافة إلى سبعة فرق من القوات الخاصة من 2-12 شخصًا لتدريب القوات في البلدان الثلاثة.[RL30172]
1989:الفلبين: عملية العزم الكلاسيكي، في 2 ديسمبر 1989،أفاد الرئيس بوش أنه في 1 ديسمبر،ساعدت مقاتلات سلاح الجو من قاعدة كلارك الجوية في لوزون حكومة أكينو لصد محاولة انقلاب.بالإضافة إلى ذلك، تم إرسال 100 من مشاة البحرية الأمريكية من قاعدة خليج سوبيك البحرية الأمريكية لحماية سفارة الولايات المتحدة في مانيلا.[RL30172]
1989-1990:بنما: غزو الولايات المتحدة لبنما وعملية القضية العادلة،في 21 ديسمبر 1989،ذكر الرئيس بوش أنه أمر القوات العسكرية الأمريكية في بنما بحماية أرواح المواطنين الأمريكيين وتقديم الجنرال نورييغا إلى العدالة.بحلول 13 فبراير 1990،تم سحب جميع قوات الغزو.[RL30172] قُتل حوالي 200 مدني بنمي.تم القبض على رئيس الدولة البنمي، الجنرال مانويل نورييغا، وإحضاره إلى الولايات المتحدة

### 1990-1999
1990:ليبيريا: في 6 أغسطس 1990،ذكر الرئيس بوش أنه تم إرسال سرية بنادق معززة لتوفير مزيد من الأمن للسفارة الأمريكية في مونروفيا، وأن فرق المروحيات قامت بإجلاء مواطنين أمريكيين من ليبيريا.[RL30172]
1990:المملكة العربية السعودية: في 9 أغسطس 1990،أفاد الرئيس بوش أنه أطلق عملية درع الصحراء عن طريق الأمر بالانتشار الأمامي لعناصر كبيرة من القوات المسلحة الأمريكية في منطقة الخليج العربي للمساعدة في الدفاع عن المملكة العربية السعودية بعد غزو الكويت في 2 أغسطس.من العراق.في 16 نوفمبر 1990،أبلغ عن استمرار حشد القوات لضمان خيار عسكري هجومي مناسب.[RL30172] رهائن أمريكيون محتجزون في إيران.[RL30172]
1991: العراق: عملية عاصفة الصحراء،هجوم الحلفاء جو-أرض في الفترة من 17 يناير 1991 إلى 11 أبريل 1991 
1991: العراق: عملية صابر الصحراء،هجوم الحلفاء البري في الفترة من 24 إلى 27 فبراير 1991 
1991-1996:العراق: عملية توفير الراحة وإيصال الإغاثة الإنسانية والحماية العسكرية للأكراد الفارين من ديارهم في شمال العراق خلال انتفاضة 1991،من قبل قوة برية صغيرة تابعة للحلفاء مقرها تركيا والتي بدأت في أبريل 1991.
1991:العراق: في 17 أيار (مايو) 1991،صرح الرئيس بوش بأن القمع العراقي للشعب الكردي قد استلزم إدخالًا محدودًا للقوات الأمريكية في شمال العراق لأغراض الإغاثة الطارئة.[RL30172]
1991:زائير: في 25-27 سبتمبر 1991،بعد انتشار أعمال النهب والشغب في كينشاسا،نقلت طائرات C-141 التابعة للقوات الجوية البلجيكية 100 جندي ومعدات إلى كينشاسا.كما نقلت الطائرات الأمريكية 300 جندي فرنسي إلى جمهورية إفريقيا الوسطى ونقلت مواطنين أمريكيين تم إجلاؤهم.[RL30172]
1992:سيراليون: عملية السندان الفضي، بعد انقلاب 29 أبريل الذي أطاح بالرئيس جوزيف سيدو موموه، قامت فرقة العمليات الخاصة المشتركة التابعة للقيادة الأوروبية الأمريكية (USEUCOM) بإجلاء 438 شخصًا (بما في ذلك 42 من مواطني الدول الثالثة) في 3 مايو.طارت طائرتان من طراز C-141 التابعة لقيادة الحركة الجوية (AMC) 136 شخصًا من فريتاون،سيراليون، إلى قاعدة راين مين الجوية في ألمانيا وتسع طلعات جوية من طراز C-130 نقلت 302 شخصًا آخرين إلى داكار، السنغال.[RL30172]
1992-1996:البوسنة والهرسك: عملية الوعد كانت عملية إغاثة إنسانية في البوسنة والهرسك خلال الحروب اليوغوسلافية،من 2 يوليو 1992 إلى 9 يناير 1996،مما جعلها أطول جسر جوي إنساني في التاريخ.
1992:الكويت: في 3 أغسطس 1992 بدأت الولايات المتحدة سلسلة من التدريبات العسكرية في الكويت بعد رفض العراق الاعتراف بحدود جديدة رسمتها الأمم المتحدة ورفض التعاون مع فرق التفتيش التابعة للأمم المتحدة.[RL30172]
1992-2003:العراق: مناطق حظر طيران عراقية،أعلنت الولايات المتحدة والمملكة المتحدة وحلفاؤها في حرب الخليج مناطق حظر طيران على غالبية المجال الجوي العراقي السيادي، وحظرت الرحلات الجوية العراقية في مناطق في جنوب العراق وشماله.العراق، يقوم باستطلاع جوي، والعديد من الهجمات المحددة على أنظمة الدفاع الجوي العراقية كجزء من تفويض الأمم المتحدة.في كثير من الأحيان، استمرت القوات العراقية طوال عقد من الزمان بإطلاق النار على الطائرات الأمريكية والبريطانية التي تقوم بدوريات في مناطق حظر الطيران.(انظر أيضًا عملية المراقبة الشمالية، عملية المراقبة الجنوبية) [RL30172]
1993-1995:البوسنة: عملية منع الطيران، في 12 أبريل 1993،ردًا على قرار مجلس الأمن رقم 816،فرضت الولايات المتحدة وحلف شمال الأطلسي منطقة حظر الطيران فوق المجال الجوي البوسني، وحظرت جميع الرحلات الجوية غير المصرح بها وسمح لها «اتخاذ جميع التدابير اللازمة لضمان الامتثال [قيود منطقة حظر الطيران].»
1993:الصومال: معركة مقديشو،أو معركة مقديشو الأولى، نتيجة عملية الثعبان القوطي.من 3 إلى 4 أكتوبر / تشرين الأول 1993،دخلت فرقة الحارس، المكونة إلى حد كبير من فوج رينجر 75 وقوة دلتا،منطقة حضرية معادية في مقديشو للقبض على اثنين من كبار قادة الجيش الوطني الصومالي.أسقطت طائرتان أمريكيتان من طراز UH-60 بلاك هوك،وقتل 18 أمريكيًا في المعركة، وجرح 73 آخرون، وأسر واحد.تم جمع أحداث المعركة في كتاب سقوط الصقر الأسود، والذي تم تعديله لاحقًا لفيلم يحمل نفس الاسم.
1993:مقدونيا: في 9 يوليو / تموز 1993،أبلغ الرئيس كلينتون عن نشر 350 جنديًا أمريكيًا في جمهورية مقدونيا للمشاركة في قوة الحماية التابعة للأمم المتحدة للمساعدة في الحفاظ على الاستقرار في منطقة يوغوسلافيا السابقة.[RL30172]
1994:البوسنة: حادثة بانيا لوكا،أصبح الناتو متورطًا في أول حالة قتالية عندما أسقطت طائرات الحلف الجوية الأمريكية من طراز F-16 أربع طائرات هجومية خفيفة صربية بوسنية من طراز J-21 Jastreb ذات المقعد الواحد لانتهاكها قرار الأمم المتحدة رقم (no-).منطقة الطيران.
1994-1995:هايتي: عملية التمسك بالديمقراطية،بدأت السفن الأمريكية فرض حظر على هايتي.تم نشر ما يصل إلى 20 ألف جندى أمريكى في وقت لاحق في هايتى لإعادة رئيس هايتى المنتخب ديمقراطيا جان برتران أريستيد من النظام العسكرى الذي وصل إلى السلطة في عام 1991 بعد انقلاب كبير.[RL30172]
1994:مقدونيا: في 19 أبريل 1994،أفاد الرئيس كلينتون أن الوحدة الأمريكية في مقدونيا قد تمت زيادتها بسرية معززة قوامها 200 فرد.[RL30172]
1994:الكويت: بدأت عملية اليقظة المحارب في أكتوبر 1994 عندما بدأت فرق الحرس الجمهوري العراقي في إعادة تمركزها داخل العراق جنوبًا بالقرب من الحدود الكويتية.تصدت القوات الأمريكية لتحرك قوات إلى الخليج - وهو الأكبر منذ عملية درع الصحراء.انتهت العملية رسميًا في 22 ديسمبر 1994.انظر أيضًا 
1995:البوسنة: عملية القوة المتعمدة،في 30 أغسطس 1995،بدأت طائرات الولايات المتحدة وحلف شمال الأطلسي حملة قصف كبيرة لجيش صرب البوسنة رداً على هجوم بقذائف الهاون لصرب البوسنة على سوق في سراييفو أسفر عن مقتل 37 شخصًا في 28 أغسطس 1995.استمرت هذه العملية حتى 20 سبتمبر 1995.أدت الحملة الجوية جنبًا إلى جنب مع القوة البرية المتحالفة للجيش المسلم والكرواتي ضد المواقع الصربية إلى اتفاق دايتون في ديسمبر 1995 مع توقيع الفصائل المتحاربة في الحرب.كجزء من عملية المسعى المشترك، أرسلت الولايات المتحدة وحلف شمال الأطلسي قوات حفظ السلام (IFOR) إلى البوسنة لدعم اتفاقية دايتون.[RL30172]
1996:جمهورية إفريقيا الوسطى، عملية الرد السريع: في 23 مايو 1996،أبلغ الرئيس كلينتون عن نشر أفراد عسكريين أمريكيين في بانغي، جمهورية إفريقيا الوسطى،لإجراء إجلاء من ذلك البلد «لمواطني الولايات المتحدة وبعض موظفي الحكومة الأمريكية».وتوفير «إجراءات أمنية معززة للسفارة الأمريكية في بانغي».[RL30172] قامت عناصر مشاة البحرية الأمريكية التابعة لقوة المهام المشتركة بالاستجابة المؤكدة، والتي استجابت في ليبيريا القريبة، وقدمت الأمن للسفارة وأجلت 448 شخصًا، من بينهم ما بين 190 و 208 أمريكيين.غادر آخر مشاة البحرية بانغي في 22 يونيو.
1996:الكويت: عملية إضراب الصحراء،غارات جوية أمريكية في الشمال لحماية السكان الأكراد من هجمات الجيش العراقي.
1996:البوسنة: عملية الحرس المشترك،في 21 ديسمبر 1996،أنشأت الولايات المتحدة وحلف شمال الأطلسي قوات حفظ السلام التابعة لقوة تحقيق الاستقرار لتحل محل IFOR في فرض السلام بموجب اتفاقية دايتون.
1997:ألبانيا: عملية سيلفر ويك،في 13 مارس 1997،استخدمت القوات العسكرية الأمريكية لإجلاء بعض موظفي الحكومة الأمريكية والمواطنين الأمريكيين من تيرانا، ألبانيا.[RL30172]
1997:الكونغو والجابون: في 27 آذار (مارس) 1997،أفاد الرئيس كلينتون في 25 آذار (مارس) 1997،أنه تم نشر قوة إجلاء احتياطية من الأفراد العسكريين الأمريكيين في الكونغو والجابون لتوفير مزيد من الأمن ولإتاحة أي عملية إخلاء ضرورية.[RL30172]
1997:سيراليون: في 29 و 30 مايو / أيار 1997،تم نشر أفراد عسكريين أمريكيين في فريتاون، سيراليون،للإعداد والقيام بإجلاء بعض موظفي الحكومة الأمريكية والمواطنين الأمريكيين العاديين.[RL30172]
1997:كمبوديا: في 11 يوليو 1997،في محاولة لضمان أمن المواطنين الأمريكيين في كمبوديا خلال فترة الصراع الداخلي هناك، تم نشر فرقة عمل قوامها حوالي 550 فردًا عسكريًا أمريكيًا في قاعدة أوتاباو الجوية في تايلاند لعمليات الإجلاء المحتملة..[RL30172]
1998:العراق: عملية ثعلب الصحراء،شنت القوات الأمريكية والبريطانية حملة قصف رئيسية استمرت أربعة أيام من 16 إلى 19 ديسمبر 1998 على أهداف عراقية.[RL30172]
1998-1999:كينيا وتنزانيا: تم نشر أفراد عسكريين أمريكيين في نيروبي،كينيا، لتنسيق المساعدة الطبية والمساعدة في حالات الكوارث المتعلقة بتفجير سفارتي الولايات المتحدة في كينيا وتنزانيا.[RL30172]
1998:أفغانستان والسودان: عملية الوصول اللانهائي.في 20 أغسطس، أمر الرئيس كلينتون بشن هجوم بصاروخ كروز على معسكرين لتدريب الإرهابيين مشتبه بهم في أفغانستان ومصنع كيماويات مشتبه به في السودان.[RL30172]
1998:ليبيريا: في 27 سبتمبر 1998،نشرت أمريكا قوة رد وقوة إجلاء مؤلفة من 30 عسكريًا أمريكيًا لزيادة القوة الأمنية في السفارة الأمريكية في مونروفيا. [RL30172]
1999-2001:تيمور الشرقية: عدد محدود من القوات العسكرية الأمريكية المنتشرة مع القوة الدولية المفوضة من الأمم المتحدة لتيمور الشرقية لإعادة السلام إلى تيمور الشرقية.[RL30172]
1999:صربيا: عملية قوات الحلفاء:بدأت طائرات الولايات المتحدة وحلف شمال الأطلسي قصفًا كبيرًا لمواقع صربيا والصرب في كوسوفو في 24 مارس 1999،أثناء حرب كوسوفو بسبب رفض الرئيس الصربي سلوبودان ميلوسيفيتش إنهاء القمع ضد الألبان العرقيين في كوسوفو.انتهت هذه العملية في 10 يونيو 1999،عندما وافق ميلوسيفيتش على سحب قواته من كوسوفو.استجابة للوضع في كوسوفو، أرسل الناتو قوات حفظ السلام التابعة لقوة كوسوفو لتأمين السلام بموجب قرار مجلس الأمن الدولي رقم 1244.[RL30172]

### 2000-2009
- 2000:سيراليون: في 12 مايو 2000،تم نشر زورق دورية للبحرية الأمريكية في سيراليون لدعم عمليات الإجلاء من ذلك البلد إذا لزم الأمر.[RL30172]
- 2000:نيجيريا: إرسال قوات خاصة إلى نيجيريا لقيادة مهمة تدريبية في البلاد.[12]
- 2000:اليمن: في 12 أكتوبر 2000،بعد یواس‌اس کول في ميناء عدن باليمن،وانتشر عسكريون في عدن.[RL30172]
- 2000:تيمور الشرقية: في 25 فبراير 2000،تم نشر عدد قليل من الأفراد العسكريين الأمريكيين لدعم إدارة الأمم المتحدة الانتقالية في تيمور الشرقية (UNTAET).[RL30172]
- 2001:في 1 أبريل 2001،أدى تصادم في الجو بين طائرة استطلاع إشارات تابعة للبحرية الأمريكية لوكهيد إي بيه-3 وطائرة مقاتلة اعتراضية تابعة لجيش التحرير الشعبي (PLAN) J-8II إلى نزاع دولي بين الولايات المتحدة ودعت جمهورية الصين الشعبية حادثة جزيرة هاينان.
- 2001-2021:الحرب في أفغانستان:بدأت الحرب على الإرهاب بعملية الحرية الدائمة.في 7 تشرين الأول (أكتوبر) 2001،غزت القوات المسلحة الأمريكية أفغانستان ردًا على هجمات 11 سبتمبر / أيلول و «بدأت العمل القتالي في أفغانستان ضد إرهابيي القاعدة وأنصارهم من طالبان».[RL30172]
- 2002:اليمن: في 3 تشرين الثاني (نوفمبر) 2002،أطلقت طائرة أمريكية من طراز إم كيو-1 بريداتور صاروخ هيلفاير على سيارة في اليمن مما أسفر عن مقتل قائد سليم سنان الحارثي،وهو زعيم تنظيم القاعدة يعتقد أنه مسؤول عن تفجير المدمرة الأمريكية كول.[RL30172]
- 2002:الفلبين: عملية الحرية الدائمة-الفلبين، اعتبارًا من يناير/كانون الثاني، تم نشر «قوات الدعم القتالي والمجهزة القتالية» الأمريكية في الفلبين لتدريب القوات المسلحة الفلبينية ومساعدتها وتقديم المشورة لها في تعزيز «قدراتها في مكافحة الإرهاب».[RL30172]
- 2002:كوت ديفوار: في 25 سبتمبر / أيلول 2002،رداً على تمرد في كوت ديفوار،توجه أفراد عسكريون أمريكيون إلى كوت ديفوار للمساعدة في إجلاء المواطنين الأمريكيين من بواكي.[13] [RL30172]
- 2003-2011:الحرب في العراق:عملية حرية العراق،20 مارس 2003،تقود الولايات المتحدة تحالفًا يضم المملكة المتحدة وأستراليا وبولندا لغزو العراق بهدف معلن هو «نزع سلاح العراق سعياً لتحقيق السلام والاستقرار.والأمن في كل من منطقة الخليج والولايات المتحدة».[RL30172]
- 2003:ليبيريا: الحرب الأهلية الليبيرية الثانية،في 9 يونيو 2003،أفاد الرئيس بوش أنه أرسل في 8 يونيو حوالي 35 من مشاة البحرية الأمريكية إلى مونروفيا، ليبيريا،للمساعدة في تأمين السفارة الأمريكية في نواكشوط، موريتانيا،وللمساعدة في أي الإجلاء الضروري إما من ليبيريا أو موريتانيا.[RL30172]
- 2003:جورجيا وجيبوتي:تم نشر «القوات الأمريكية المجهزة والمساندة القتالية» في جورجيا وجيبوتي للمساعدة في تعزيز «قدراتهما في مكافحة الإرهاب».[14]

- 2004:هايتي: حدث انقلاب هايتي عام 2004،أرسلت الولايات المتحدة لأول مرة 55 فردًا عسكريًا مجهزين بمعدات قتالية لتعزيز قوات أمن السفارة الأمريكية هناك ولحماية المواطنين الأمريكيين والممتلكات في ضوء ذلك.في وقت لاحق، تم إرسال 200 جندي أمريكي إضافي مجهزين بالقتال لتمهيد الطريق لقوة الأمم المتحدة المؤقتة المتعددة الجنسيات،مينوستاه.[RL30172]
- 2004:الحرب على الإرهاب:كانت الأنشطة الأمريكية المتعلقة بمكافحة الإرهاب جارية في جورجيا وجيبوتي وكينيا وإثيوبيا واليمن وإريتريا.[15]

- 2004 إلى الوقت الحاضر:الولايات المتحدة تنشر ضربات بطائرات بدون طيار للمساعدة في الحرب في شمال غرب باكستان.
- 2005-2006:باكستان: الرئيس بوش ينشر قوات من ألوية سلاح الفرسان الجوية بالجيش الأمريكي لتقديم الإغاثة الإنسانية للقرى النائية في سلاسل جبال كشمير في باكستان التي ضربها زلزال هائل.
- 2005-2008:عملية روح الإرادة، كولومبيا - إنقاذ الرهائن الأمريكيين المحتجزين كرهائن من قبل القوات المسلحة الثورية لكولومبيا.
- 2006:لبنان: جزء من الوحدة الاستكشافية البحرية الرابعة والعشرين [16] يبدأ إجلاء المواطنين الأمريكيين المستعدين لمغادرة البلاد في مواجهة غزو بري محتمل من قبل إسرائيل واستمرار القتال بين حزب الله والجيش الإسرائيلي.[16][17]

- 2007 - لقاء مقديشو،في 4 نوفمبر 2007،صعد قراصنة صوماليون على متن سفينة تجارية كورية شمالية وهاجموها.وردت على الهجوم السفن المارة للبحرية الأمريكية وطائرة هليكوبتر كانت تقوم بدورية في ذلك الوقت.بمجرد تحرير السفينة من القراصنة، منحت القوات الأمريكية الإذن بالصعود على متن السفينة ومساعدة الطاقم الجرحى والتعامل مع القراصنة الناجين.
- 2007:الصومال: معركة رأس كمبوني،في 8 يناير 2007،بينما يستمر الصراع بين اتحاد المحاكم الإسلامية والحكومة الفيدرالية الانتقالية، شنت طائرة حربية من طراز AC-130 غارة جوية على أحد عناصر القاعدة المشتبه بهم، إلى جانب آخرين.مقاتلون إسلاميون في جزيرة بادمادو بالقرب من رأس كمبوني في جنوب الصومال.[18]

### 2010-2019
- 2010 إلى الوقت الحاضر: تمرد القاعدة في اليمن: تشن الولايات المتحدة سلسلة من الضربات بطائرات بدون طيار على مواقع يشتبه في أنها تابعة للقاعدة والشباب وداعش في اليمن.
- 2010–2011: عملية الفجر الجديد ، في 17 فبراير 2010، أعلن وزير الدفاع الأمريكي روبرت جيتس أنه اعتبارًا من 1 سبتمبر 2010، سيتم استبدال اسم «عملية حرية العراق» بـ «عملية الفجر الجديد». ويتزامن ذلك مع تخفيض عدد القوات الأمريكية إلى 50 ألف جندي .
- 2011: التدخل العسكري في ليبيا عام 2011: عملية فجر الأوديسة ، الولايات المتحدة والتحالف ينفذان قرار مجلس الأمن التابع للأمم المتحدة رقم 1973 بقصف القوات الليبية .
- 2011: قتل أسامة بن لادن على يد القوات العسكرية الأمريكية في أبوت آباد ، باكستان كجزء من عملية نبتون سبير.[19]
- 2011: بدء ضربات الطائرات بدون طيار على مقاتلي حركة الشباب في الصومال. وهذا يمثل الدولة السادسة التي يتم فيها تنفيذ مثل هذه الضربات ، بما في ذلك أفغانستان وباكستان والعراق واليمن وليبيا.
- 2011 إلى الوقت الحاضر: أوغندا: إرسال القوات القتالية الأمريكية كمستشارين إلى أوغندا.
- 2012: الأردن: نشر 150 جنديًا أمريكيًا في الأردن لمساعدتها على احتواء الحرب الأهلية السورية داخل حدود سوريا.
- 2012: تركيا: إرسال 400 جندي وبطاريتي صواريخ باتريوت إلى تركيا لمنع أي ضربات صاروخية من سوريا.
- 2012: تشاد: تم نشر 50 جنديًا أمريكيًا في دولة تشاد الأفريقية للمساعدة في إجلاء المواطنين الأمريكيين وموظفي السفارة من بانغي عاصمة جمهورية إفريقيا الوسطى المجاورة في مواجهة تقدم المتمردين نحو المدينة. 2013: مالي: القوات الأمريكية ساعدت الفرنسيين في عملية سيرفال بتزويد الطائرات بالوقود والنقل الجوي. 2013: الصومال: طائرات سلاح الجو الأمريكي دعمت الفرنسيين في محاولة إنقاذ الرهائن Bulo Marer. ومع ذلك ، لم يستخدموا أي أسلحة.
- 2013: 2013 الأزمة الكورية
- 2013: نفذت قوات البحرية الخاصة غارة في الصومال وربما قتلت مسؤولًا كبيرًا في حركة الشباب ، في وقت واحد وقعت غارة أخرى في طرابلس ، ليبيا ، حيث استولت قوات العمليات الخاصة على أبو أنس الليبي (المعروف أيضًا باسم أنس الليبي)
- 2014 إلى الوقت الحاضر: أوغندا: تم إرسال V-22 Ospreys و MC-130s و KC-135s وجنود أمريكيين إضافيين إلى أوغندا لمواصلة مساعدة القوات الأفريقية في البحث عن جوزيف كوني.
- 2014 إلى الوقت الحاضر: التدخل الأمريكي في العراق: انتشار المئات من القوات الأمريكية لحماية الأصول الأمريكية في العراق وتقديم المشورة للمقاتلين العراقيين والأكراد. في أغسطس / آب ، أجرى سلاح الجو الأمريكي إنزال جوي لأسباب إنسانية وبدأت البحرية الأمريكية سلسلة من الضربات الجوية ضد القوات المتحالفة مع تنظيم الدولة الإسلامية في جميع أنحاء شمال العراق.
- 2014: 2014 مهمة الإنقاذ الأمريكية في سوريا: حاولت الولايات المتحدة إنقاذ جيمس فولي وغيره من الرهائن المحتجزين لدى داعش. وشنت غارات جوية على القاعدة العسكرية لتنظيم الدولة الإسلامية المعروفة باسم «معسكر أسامة بن لادن». في هذه الأثناء ، قصفت فرق دلتا بالمظلات بالقرب من سجن عالي القيمة لداعش. تم إغلاق الطرق الرئيسية لمنع أي هدف من الهروب. عندما لم يتم العثور على رهينة ، بدأت القوات الأمريكية عمليات تفتيش من منزل إلى منزل. بحلول هذا الوقت ، بدأ مقاتلو داعش بالوصول إلى المنطقة. وقع قتال عنيف حتى قرر الأمريكيون التخلي عن المهمة بسبب عدم وجود الرهائن في أي مكان في المنطقة. على الرغم من فشل المهمة ، قُتل ما لا يقل عن 5 مسلحين من داعش ، وأصيب جندي أمريكي واحد. وبحسب التقارير ، كان للأردن دور في العملية وأن جنديًا أردنيًا أصيب أيضًا. كان هذا غير مؤكد.
- 2014 إلى الوقت الحاضر: تدخل بقيادة الولايات المتحدة في سوريا: الطائرات الأمريكية تقصف مواقع الدولة الإسلامية في سوريا. كما يتم شن غارات جوية على مواقع القاعدة وجبهة النصرة وخراسان.
- 2014 إلى الوقت الحاضر: التدخل ضد الدولة الإسلامية في العراق والشام: شنت القوات المحلية السورية وقوات التحالف بقيادة الولايات المتحدة سلسلة من الهجمات الجوية على مواقع داعش وجبهة النصرة في العراق وسوريا.
- 2014: عمليات إنقاذ الرهائن اليمنية 2014 ضد القاعدة: في 25 نوفمبر ، شنت البحرية الأمريكية والقوات الخاصة اليمنية عمليات في اليمن في محاولة لإنقاذ ثمانية رهائن كانوا محتجزين من قبل القاعدة. على الرغم من نجاح العملية ، لم يتم تأمين أي رهائن أمريكيين. في المحاولة الأولى ، تم إنقاذ ستة يمنيين ، وسعودي ، وإثيوبي. في 4 ديسمبر 2014، هدد تنظيم القاعدة في شبه الجزيرة العربية (AQAP) بإعدام سومر إذا فشلت الولايات المتحدة في تنفيذ أوامر غير محددة. وذكر تنظيم القاعدة في شبه الجزيرة العربية أيضًا أنه سيتم إعدامهم إذا حاولت الولايات المتحدة عملية إنقاذ أخرى. في 6 ديسمبر ، انطلقت عملية ثانية. تم نشر 40 جنديًا أمريكيًا و 30 جنديًا يمنيًا في المجمع. دارت معركة نارية استمرت 10 دقائق قبل أن تتمكن القوات الأمريكية من دخول مكان احتجاز الرهائن المتبقين (سومرز وكوركي). كانوا على قيد الحياة ، لكنهم أصيبوا بجروح قاتلة. تم إجراء الجراحة في الهواء عند الابتعاد عن الموقع. توفي Korkie أثناء الطيران ، وتوفي Somers بمجرد هبوطه على USS Makin Island. لم يسقط قتلى أو جرحى من القوات الأمريكية ، ولكن جرح جندي يمني.
- 2015: 30 أبريل 2015 ترسل الولايات المتحدة سفنا إلى مضيق هرمز لحماية السفن بعد استيلاء إيران على سفينة تجارية MV Maersk Tigris. أطلقت إيران طلقات فوق مقدمة السفينة ، واستولت على السفينة المسجلة في جزر مارشال ، كجزء من نزاع قانوني دام عقدًا بين إيران ومايرسك.
- 2015 إلى الوقت الحاضر: في أوائل أكتوبر 2015، نشر الجيش الأمريكي 300 جندي في الكاميرون ، بموافقة الحكومة الكاميرونية ؛ كانت مهمتهم الأساسية توفير الدعم الاستخباراتي للقوات المحلية بالإضافة إلى القيام برحلات استطلاعية.
- 2017: غارة صاروخ الشعيرات
- 2017: صواريخ توماهوك أطلقتها سفن البحرية الأمريكية في البحر الأبيض المتوسط أصابت قاعدة جوية سورية في محافظة حمص رداً على هجوم بالأسلحة الكيماوية على المدنيين جنوب غرب إدلب. قُتل سبعة وجُرح تسعة.
- 2018: انطلق قصف دمشق وحمص 2018 ردًا على هجوم دوما الكيماوي المزعوم على المدنيين في نيسان / أبريل 2018.
- 2019: عملية الحراسة: كانت القيادة المركزية الأمريكية تطور جهدًا بحريًا متعدد الجنسيات لزيادة المراقبة والأمن في الممرات المائية الرئيسية في الشرق الأوسط لضمان حرية الملاحة.

### 2020 إلى الوقت الحاضر
- 2020:الرد على الهجوم على السفارة الأمريكية في بغداد.تعرضت السفارة الأمريكية في بغداد للحصار في 31 ديسمبر / كانون الأول 2019 بعد رد أمريكي انتقامي على هجوم شنته كتائب حزب الله الموالية لإيران، مما أسفر عن إصابة أربعة من أفراد الخدمة وقتل متعاقد مدني.ردا على ذلك، تم إرسال مشاة البحرية والطائرات على الفور من الكويت للدفاع عن السفارة والمراقبة.في 2 يناير 2020،شنت الولايات المتحدة غارة جوية على قافلة، مما أسفر عن مقتل اللواء فيلق القدس الإيراني قاسم سليماني وزعيم الميليشيا العراقية أبو مهدي المهندس.[20] تم تعبئة 4000 جندي أمريكي إضافي في المنطقة، بما في ذلك حوالي 750 من الفرقة 82 المحمولة جواً.[21] وفي تقرير سنوي صادر عن البنتاغون في 6 أيار 2020،استشهد بمقتل قرابة 132 مدنيا خلال 2019 في إطار العمليات العسكرية الأمريكية في العراق وأفغانستان والصومال وسوريا.وأضافت وزارة الدفاع أنه لم ترد أنباء عن سقوط ضحايا مدنيين في إطار العمليات العسكرية الأمريكية في ليبيا واليمن على التوالي.[22]
- 2021: الغارة الجوية الأمريكية في شباط / فبراير 2021 في سوريا: في 25 شباط / فبراير 2021،شن الجيش الأمريكي غارة جوية على موقع يُعتقد أنه احتلته الميليشيات العراقية المدعومة من إيران والتي تعمل عبر الحدود في شرق سوريا ردًا على ما حدث مؤخرًا.الهجمات ضد القوات الأمريكية وقوات التحالف في العراق.[23]
- 2021: 27 يونيو / حزيران 2021،شن الجيش الأمريكي غارات جوية على الميليشيات المدعومة من إيران على جانبي الحدود العراقية السورية رداً على هجمات الطائرات المسيرة على القوات والمنشآت الأمريكية في المنطقة.[24][25][26]
- 2021: التدخل العسكري الأمريكي في الصومال (2007 إلى الوقت الحاضر):20 يوليو 2021،تم شن غارات جوية عسكرية أمريكية على مقاتلي حركة الشباب في الصومال،وهي الأولى من نوعها منذ انسحاب القوات الأمريكية وتولي الرئيس جو بايدن منصبه في يناير 2021.[27][28] في 22 يوليو / تموز 2021،نفذ سلاح الجو الأمريكي ضربات جوية أخرى ضد مقاتلي حركة الشباب.[29]
- 2021: إجلاء 2021 من أفغانستان:كجزء من جهد مستمر متعدد الجنسيات من قبل الدول الشريكة في الناتو لإخراج المواطنين والشركاء الأفغان من البلاد بعد سقوط كابول عام 2021 في أيدي طالبان.نشرت الولايات المتحدة 6000 جندي للسيطرة على مطار حامد كرزاي الدولي ليكون بمثابة قاعدة لعمليات الإجلاء.[30] وأكدت وزارة الدفاع في 16 أغسطس / آب أن الجنرال كينيث ماكنزي جونيور،قائد القيادة المركزية الأمريكية،التقى بقادة طالبان في قطر لتأمين اتفاق.وبحسب ما ورد وافقت حركة طالبان على السماح لرحلات الإجلاء الأمريكية في مطار كابول بالمضي قدمًا دون عوائق.[31] استؤنفت عمليات النقل الجوي الدولية للأشخاص الذين تم إجلاؤهم بحلول 17 أغسطس بعد توقف مؤقت لتطهير مدرج المدنيين حيث أكدت وزارة الدفاع أن المطار مفتوح لجميع الرحلات العسكرية والرحلات التجارية المحدودة.[32] وأضاف مسؤولو البنتاغون أنه كان من المتوقع تسريع جهود الإخلاء وكان من المقرر أن تستمر حتى 31 أغسطس.[33] في مساء يوم 22 أغسطس، أمر وزير دفاع الولايات المتحدة، لويد أوستن،بتفعيل الأسطول الجوي الاحتياطي المدني الأمريكي للمساعدة في عمليات الإجلاء، وهي المرة الثالثة فقط في التاريخ التي يتم فيها تنشيط الأسطول.[34] في 26 أغسطس / آب 2021،وقع هجومان انتحاريان خارج بوابات مطار كابول، مما أسفر عن مقتل ما لا يقل عن 170 شخصًا بينهم 13 عسكريًا أمريكيًا (11 من مشاة البحرية وجندي واحد ورجل في البحرية)،[35] بالإضافة إلى أكثر من 150 جريحًا.[36] في 27 أغسطس / آب 2021،شنت القوات العسكرية الأمريكية غارة بطائرة بدون طيار في إقليم ننجرهار بأفغانستان على «مخطط» مفترض لتنظيم داعش - خراسان ردًا على هجوم مطار كابول في 26 أغسطس / آب 2021.[37] في 6 سبتمبر 2021،قامت الولايات المتحدة بإجلاء أربعة مواطنين أمريكيين (على وجه التحديد،امرأة من أماريلو،تكساس وأطفالها الثلاثة) من أفغانستان عبر طريق بري، مما يمثل أول إخلاء بري سهل من قبل وزارة الخارجية الأمريكية منذ الانسحاب العسكري.كانت طالبان على علم بالإخلاء ولم تبذل أي جهد لوقفه.[38][39] في 17 سبتمبر 2021،أعلن قائد القيادة المركزية الأمريكية، الجنرال فرانك ماكينزي،أن تحقيقًا أجراه الجيش الأمريكي في غارة الطائرات بدون طيار المذكورة أعلاه وجد أنها قتلت 10 مدنيين (بينهم 7 أطفال وعامل إغاثة أمريكي)،وأن السيارة استهدفت لم يكن على الأرجح تهديدًا مرتبطًا بـ ISIS-K.[40][41][42] في ديسمبر 2021،رداً على الضربة الخاطئة في أغسطس،صرح البنتاغون أنه لن يتم تأديب أي فرد من أفراد الجيش الأمريكي المتورطين.[43][44] اعتبارًا من نوفمبر 2021،تعتقد وزارة الخارجية الأمريكية أن ما يصل إلى 14000 من المقيمين الدائمين القانونيين في الولايات المتحدة ما زالوا في أفغانستان.[45]
- 2021: في 22 أكتوبر / تشرين الأول 2021،قتلت غارة جوية أمريكية في شمال غرب سوريا زعيم القاعدة البارز عبد الحميد المطر كجزء من عمليات مكافحة الإرهاب الجارية في المنطقة.[46][47]

## معارك مع الهنود الحمر
- الحروب الهندية الأمريكية
- الإبادة الجماعية في التاريخ # الأمريكتان
- قائمة المجازر الهندية

## نقل
- الإزالة الهندية (1830)
  - درب الدموع (1835-1838)
- الحرب العالمية الثانية - حقبة الاعتقال الألماني الأمريكي (1942-1945)
- الحرب العالمية الثانية - حقبة الاعتقال اليابانية الأمريكية (1942-1946)
- الحرب العالمية الثانية - عصر الاعتقال الإيطالي الأمريكي (1942-1943)

## العصيان المسلح وثورات العبيد
أنظر أيضا: تمرد العبيد، ثورة ضريبية
- مقاطعة غلوستر، تمرد الرقيق في فرجينيا (1663)
- تمرد بيكون (1676)
- تمرد ليسلر (1689–1691)
- تمرد ستونو (1739)
- تمرد بونتياك (1763-1766)
- حرب التنظيم (1764-1771)
- حفلة شاي بوسطن (1773)
- الحرب الثورية الأمريكية (1775–1783)
- تمرد شايز (1786)
- تمرد الويسكي (1794)
- تمرد جون فرايز (1799–1800)
- تمرد العبيد في إقليم لويزيانا (1811)
- تمرد نات تورنر للعبيد (1831)
- حرب الطلقات (1837-1838)
- حرب باتريوت (1837-1838)
- الحرب ضد الإيجار (1839-1844)
- تمرد دور (1841-1842)
- ثورة تاوس (1847)
- حرب يوتا (1857-1858)
- غارة جون براون على مستودع الأسلحة الفيدرالية في هاربر فيري (1859)
- الحرب الأهلية الأمريكية (1861-1865)
- تمرد الذرة الخضراء، أوكلاهوما (1917)
- معركة بلير ماونتن ويست فيرجينيا (1921)
- مسيرة البونص (1932)
- حادثة الركبة المصابة - الركبة الجريحة، داكوتا الجنوبية (1973)

## حروب الميدان
- حرب مقاطعة فرانكلين (أيداهو،1866-1872)
- حرب مقاطعة ميسون (تكساس،1874-1877)
- حرب مقاطعة كولفاكس (نيو مكسيكو،1875)
- حرب مقاطعة لينكولن (نيو مكسيكو،1877-1878)
- حرب الملح في سان إليزاريو (حدود تكساس والمكسيك 1877)
- حرب مقاطعة جونسون (وايومنغ،1892)
- حرب بليزانت فالي (أريزونا،1886)
- حروب الأغنام (حدود تكساس ونيو مكسيكو،1879-1900)
- حرب بوسي (يوتا،1923)

## نزاعات محلية دامية
- حرب مقاطعة روان (كنتاكي،1884-1887)
- عداء هاتفيلد-مكوي (وست فرجينيا-كنتاكي،1878-1891)

## النزاعات الحدودية غير دموية
- حرب توليدو (1835،إقليم ميشيغان-أوهايو)
- حرب أروستوك (1838-1839،الولايات المتحدة وبريطانيا)
- حرب العسل (1839،إقليم آيوا، ميزوري)
- نزاع حدود أوريغون (1844-1846،الولايات المتحدة وبريطانيا)
- حرب الخنازير (1859،الولايات المتحدة وبريطانيا)
- نزاع شاميزال (1895–1963،الولايات المتحدة والمكسيك)
- نزاع حدود ألاسكا (1907،الولايات المتحدة وكندا)
- حرب جسر النهر الأحمر (1932،أوكلاهوما-تكساس)

## الجماعات الإرهابية وشبه العسكرية وحرب العصابات

### القرنين الثامن عشر والتاسع عشر
- فرانسيس ماريون (1780-1782)
- بنيامين فورسيث (1812-1814)
- نزيف كانساس (1854–1860)
  - حرب واكروسا (1855)
  - جون براون (1856-1859)
- حرب يوتا (1857-1858)
- مشاكل كورتينا (1859-1861)
- غزاة كوانتريل (1861-1863)
  - بلودي بيل أندرسون (1840-1864)
  - مذبحة سينتراليا (1864)
- مذبحة القمصان الحمراء هامبورغ (1876)
- كو كلوكس كلان (1877)
- فرسان الكاميليا البيضاء
- الدوري الأبيض (1874)
  - مذبحة كوشاتا (1874)
  - كولفاكس ريوت (1874)
- جيش التحرير السيمبيوني (1973-1975)

## منازعات العمل والإدارة
- إضراب السكك الحديدية العظيم عام 1877
- هومستيد سترايك (1892)
- بولمان سترايك (1894)
- كور دي ألين، المواجهة العمالية في أيداهو عام 1899
- حروب التبغ السوداء (1904-1911)
- آثار مذبحة لودلو (1914)
- معركة جبل بلير (1921)

## محاولات الدولة والانفصال القومي
- ويستسيلفانيا (1776)
- غرين ماونتن بويز (1777-1791) (دخلت ولاية فيرمونت طواعية الاتحاد عام 1791)
- ولاية فرانكلين (1784-1790)
- جمهورية غرب فلوريدا (1810)
- جمهورية التيار الهندي (1832–1842)
- الولايات الكونفدرالية الأمريكية (1861-1865)

## أعمال الشغب والاضطراب العام
- 1863 مشروع أعمال شغب في مدينة نيويورك
- أعمال شغب ممفيس عام 1866
- مذبحة روك سبرينغز عام 1885
- أعمال شغب سياتل عام 1886
- الفوضى بعد زلزال سان فرانسيسكو عام 1906
- 1919 عصر الصيف الأحمر
  - أعمال شغب سباق واشنطن عام 1919
  - أعمال شغب عرق أوماها عام 1919
  - مذبحة الين
- 1920 أعمال شغب ليكسينغتون
- أعمال شغب شاطئ ريفير عام 1920
- زوت البدلة الشغب
- 1943 أعمال شغب سباق ديترويت
- معركة الكاتراز
- Ole Miss riot of 1962
- أعمال شغب برمنغهام عام 1963
- 1967 أعمال شغب ديترويت
- 1968 أعمال شغب اغتيال الملك في واشنطن العاصمة وشيكاغو وبالتيمور
- أعمال الشغب عام 1989 في أعقاب إعصار هوغو
- 1992 أعمال الشغب في لوس أنجلوس
- 2005 الاضطرابات المدنية بعد إعصار كاترينا
- 2020-2021 الاضطرابات العرقية في الولايات المتحدة
- 2021 اقتحام مبنى الكابيتول بالولايات المتحدة

## متنوع
- حرب بيناميت يانكي (1769–1784)
- حرب أوكوني (1784)
- مؤامرة بير (1804-1807)
- قضية <i id="mwCMk">تشيسابيك</i> - <i id="mwCMo">ليوبارد</i> (1807)
- قضية <i id="mwCM0">الحزام الصغير</i> (1811)
- حروب السكك الحديدية (1853-1855)
- غرق الجنرال شيرمان (1866)
- الغارات الفنية (1866)
- حرب بروكس - باكستر (1873)
- قضية <i id="mwCNk">فيرجينوس</i> (1873)
- أعمال الشغب في منطقة القناة (1964)
- إطلاق النار في ولاية كينت (1970)
- الحرب على المخدرات (~ 1972–)
- أزمة رهائن إيران (1979-1981)
- الهجوم العراقي على المدمرة الأمريكية ستارك (1987)
- حصار واكو (1993)
- المواجهة بندي (2014)
- احتلال ملجأ مالهير الوطني للحياة البرية (2016)

### قديسي الأيام الأخيرة
- 1838 حرب المورمون
- حرب يوتا (1857-1858)

### جمهورية تكساس
- ثورة تكساس (1835-1836)
- بعثة تكسان سانتا في (1841)

## روابط خارجية
- حروب أمريكا: المعارك الأكثر دموية - عرض شرائح من مجلة لايف
- أمثلة على استخدام قوات الولايات المتحدة في الخارج،1798-1993 بواسطة إيلين كوليير، متخصص في السياسة الخارجية الأمريكية، قسم الشؤون الخارجية والدفاع الوطني
- محادثات مع التاريخ: النزعة العسكرية والإمبراطورية الأمريكية - مع تشالمرز جونسون،رئيس معهد أبحاث السياسة اليابانية - تنسيق RealVideo.
- تقرير خدمة أبحاث الكونغرس RL30172: مئات من حالات توظيف القوات العسكرية الأمريكية في الخارج